# Červencová krize

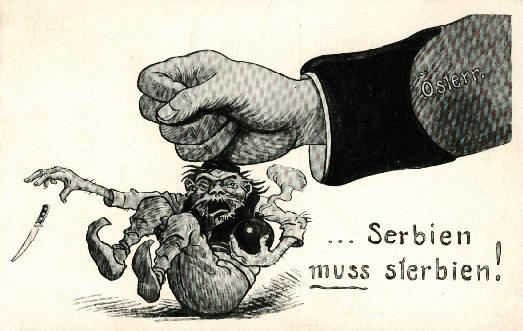
Serbien muss sterbien! (Srbsko musí zemřít!) Rakouská karikatura z roku 1914 ukazující Srba s dýkou a bombou, kterého drtí rakouská pěst

Červencová krize byla vážná mezinárodní krize roku 1914, kterou vyvolal atentát srbských nacionalistů na rakousko-uherského následníka trůnu Františka Ferdinanda d'Este dne 28. června 1914. Následující krize trvala asi měsíc a skončila vypuknutím první světové války. Nejdříve probíhalo vyšetřování vraždy, poté Rakousko-Uhersko s podporou Německa ultimátem požadovalo na Srbsku vydání spoluviníků atentátu a řadu dalších ústupků. Souběžně s tím se konala diplomatická jednání mezi různými evropskými státy, reagujícími na vzniklý konflikt.
Po atentátu na následníka trůnu Rakousko-Uhersko na základě vyšetřování obvinilo ze spoluodpovědnosti za útok některé srbské vojáky a úředníky. Německo, přesvědčené, že dokáže zabránit rozšíření konfliktu, poté naléhalo na svého rakousko-uherského spojence, aby co nejdříve zaútočil na Srbsko. Pouze Velká Británie předložila návrh na svolání mezinárodní konference, který však nebyl přijat, zatímco ostatní evropské národy se pomalu připravovaly na konflikt.
Necelý měsíc po atentátu na následníka trůnu Rakousko-Uhersko zaslalo Srbsku tvrdé ultimátum, které bylo zčásti odmítnuto. Rakousko-Uhersko pak v poledne 28. července vyhlásilo Srbskému království válku, což způsobilo nevratné prohloubení krize. Evropské mocnosti postupně mobilizovaly a uplatňovala se spojenectví mezi různými státy. Jako další v pořadí mobilizovalo Rusko, a to ve jménu etnického a ekonomického přátelství se Srbskem. Německo, znepokojené mobilizací Ruska, mu 1. srpna 1914 vyhlásilo válku a podle Schlieffenova plánu o dva dny později zaútočilo na Francii. Po německé invazi do Belgie vyhlásila Velká Británie 4. srpna válku Německu. Diplomacie tak ustoupila zbraním.

## Pozadí a historický kontext

Situace v Evropě v roce 1914:
Trojspolek
Trojdohoda
Spojenci Ruska

V roce 1878 byli Turci po mnoha staletích vyhnáni z Bosny a Hercegoviny a Rakousko díky Berlínské smlouvě převzalo její správu. Roku 1908, po změně kurzu ve své zahraniční politice, ji Rakousko anektovalo, čímž zasadilo ránu srbským nacionalistickým ambicím. Anexe vyvolala tzv. bosenskou krizi, během níž se Rakousko a Německo na jedné straně a Rusko a Srbsko na straně druhé nebezpečně střetly ohledně oprávněnosti postupu Vídně. Konflikt se však po německé hrozbě válkou vyřešil uznáním rakouské anexe Ruskem a závazkem Srbska udržovat s Rakouskem přátelské vztahy.
Po bosenské krizi a předtím dohodnutých aliancích byla Evropa v roce 1914 rozdělena na dva bloky. První, ve středu kontinentu, tvořilo Německo a Rakousko, které udržovaly těsné spojenectví a které pojilo slabší pouto Trojspolku s Itálií. Druhý blok vytvořilo Rusko, jež bylo spojeno jednak se Srbskem přátelstvím založeným na společném slovanství, tak s Francií dvojdohodou z roku 1894. Velká Británie, oficiálně bez spojeneckých vazeb, následkem německého zbrojení odstranila veškeré důvody sporů s Ruskem (dohoda o Asii z roku 1907) i s Francií (Srdečná dohoda z roku 1904), a proto mohla být také považována za součást tohoto bloku. V důsledku toho byly rakouská a německá říše téměř úplně obklopeny potenciálně nepřátelskými národy: Srbskem na jihovýchodě, Ruskem na východě, Francií na západě a Velkou Británií na severozápadě.

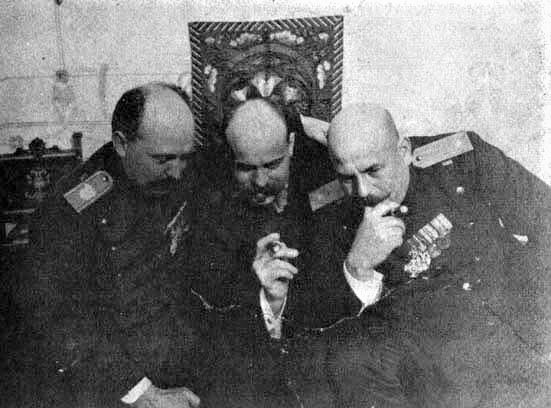
Dragutin Dimitrijević (vpravo), vůdce organizace Černá ruka, se dvěma dalšími důstojníky srbské armády.

Důsledkem rakouské anexe Bosny a Hercegoviny v roce 1908 byl vznik a upevnění několika revolučních slovanských politických hnutí včetně Mladé Bosny, srbské organizace tvořené převážně intelektuály. K jejím členům patřil i Gavrilo Princip, Srb původem z Bosny. Když se tento devatenáctiletý mladík v březnu 1914 dozvěděl, že následník rakousko-uherského trůnu František Ferdinand se chystá navštívit Bosnu, napadlo ho spáchat na arcivévodu atentát. Princip zapojil do spiknutí několik přátel a získal důležitou pomoc od majora srbské armády Voijslava Tankošiće, významné osobnosti organizace známé jako Černá ruka. Toto hnutí, vzniklé v roce 1911, neslo oficiální název Sjednocení nebo smrt (srbsky Ujedinjenje ili smrte) a jeho cílem bylo připojení Bosny k Srbsku.
Černá ruka měla mnoho členů v srbských ozbrojených silách a její vůdce Dragutin Dimitrijević nechal už v roce 1903 zavraždit krále Alexandra I., jemuž zazlíval příliš prorakouskou politiku. Dimitrijević měl také ostrý konflikt s premiérem Nikolou Pašićem, jenž byl stejně jako on nacionalistou, ale opatrnějším. Pašić se s největší pravděpodobností dozvěděl, že ozbrojení srbští revolucionáři odešli do Bosny. Vždy však popíral, že by znal skutečný cíl akce.

## Vznik a první týdny krize

### Sarajevský atentát (28.června)

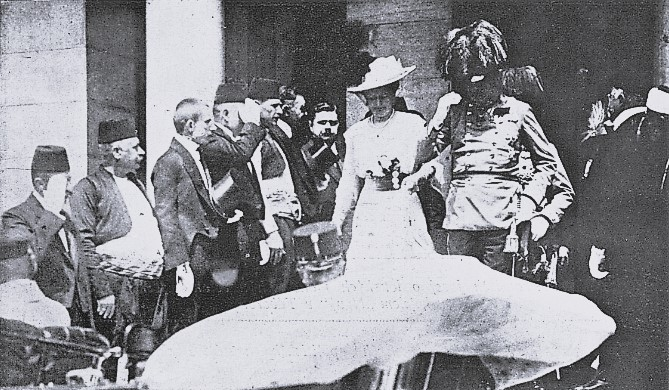
František Ferdinand d'Este a jeho žena Žofie jdou krátce před atentátem ke svému automobilu (Sarajevo 28. června 1914)

V neděli 28. června 1914 se bosenskému Srbu Gavrilovi Principovi podařil v Sarajevu úspěšný atentát na následníka trůnu Rakouska-Uherska arcivévodu Františka Ferdinanda d'Este a jeho manželku Žofii z Hohenbergu. Po činu byl okamžitě zatčen.
Reakce v Evropě byly většinou poměrně vlažné. Francouzský prezident Raymond Poincaré po obdržení zprávy ani neopustil dostihy, kterým přihlížel. V Rakousku vzhledem k arcivévodovým protimaďarským názorům zpráva dokonce v některých kruzích vyvolala úlevu. V Londýně akciové trhy otevřely poklesem, ale pak se zotavily, když se ukázalo, že ostatní evropské burzy se drží dobře. Britský velvyslanec v Římě oznámil, že italský tisk zločin oficiálně odsoudil, ale „lidé považují odstranění zesnulého arcivévody téměř za zásah prozřetelnosti“. Rozhořčení nad incidentem a obavy ze srbského spiknutí však podnítily násilné protisrbské demonstrace ve Vídni a v Brně. Z Budapešti přišla od britského generálního konzula zpráva: „Zemí se přehnala vlna slepé nenávisti k Srbům a ke všemu srbskému.“
V následujících dnech napětí narůstalo: rakouský ministr zahraničí Leopold Berchtold a náčelník generálního štábu Conrad von Hötzendorf viděli v atentátu příležitost zaútočit na Srbsko. Ještě si nebyli jisti, zda připojit celé Srbsko, nebo jeho část, anebo ho vojensky porazit a místo půdy požadovat vysoké odškodnění. František Josef naopak váhal: obával se, že do války se zapojí další mocnosti, zejména Rusko, které by se cítilo povinno přijít ve jménu panslavismu Srbsku na pomoc. Stejně váhavý byl i maďarský premiér István Tisza, o němž si Conrad 1. července poznamenal: „Tisza je proti válce se Srbskem; má obavy, bojí se, že nás Rusko napadne a Německo nás nechá na holičkách.“
Naproti tomu německý císař Vilém II., přítel zavražděného arcivévody, reagoval zpočátku bojovně. V minulosti si představoval, že po smrti starého Františka Josefa bude osudy Evropy řídit společně s následníkem trůnu Františkem Ferdinandem. Císař se vrátil do Berlína z Kielu, kde se zprávu o atentátu dozvěděl během účasti na jachtařské regatě. Na okraji telegramu, který mu poslali 30. června, napsal: „Se Srby je třeba se vypořádat jednou provždy a hned!“

### Německý „bianko šek“ (5.–6.července)

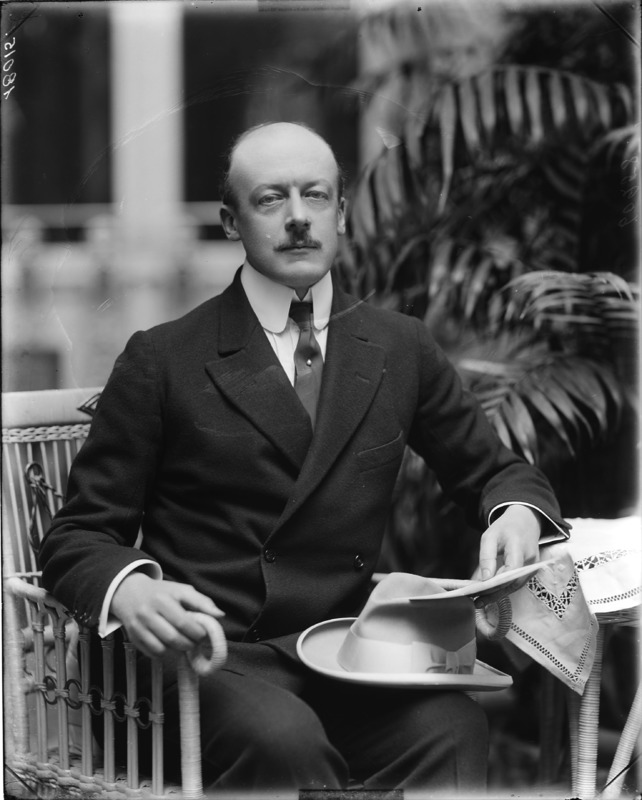
Rakousko-uherský ministr zahraničí Leopold Berchtold

Vztahy mezi Vídní a Bělehradem byly už léta velmi napjaté, zvláště po balkánských válkách. Navíc mylná představa, že Francie a Rusko by váhaly jít kvůli Srbsku do války, vedla některé představitele Německa a Rakouska-Uherska k tomu, aby počátkem července začali vážně uvažovat o možnosti potrestat a ponížit Srbsko bez nutnosti nést následky.
Dne 5. července 1914 se vyslanec rakouského ministra zahraničí Leopolda Berchtolda, hrabě Alexander Hoyos, setkal v Berlíně s vysokým představitelem německého ministerstva zahraničí Arthurem Zimmermannem. Při té příležitosti Hoyos výslovně hovořil o válce, o odstranění Srbska z mapy a o rozdělení jeho pozůstatků mezi sousední země. Jeho názory byly přijaty s velkou pozorností.
Mezitím v Postupimi předal rakouský velvyslanec v Berlíně, Ladislaus Szögyény-Marich, Vilémovi II. podklady přijaté od Hoyose. Skládaly se ze dvou dokumentů: bylo zde memorandum mírného obsahu od premiéra Maďarska Istvána Tiszy, napsané před 28. červnem, ke kterému však Berchtold přidal velmi agresivní dovětek namířený proti Srbsku; a dále tvrdý dopis od císaře Františka Josefa psaný jeho vlastní rukou, který se přímo obracel na Viléma II. a doufal v odstranění Srbska „jako politického faktoru Balkánu“.
V úvodní fázi jednání Vilém zůstal neutrální, ale po naléhání rakouského velvyslance, aby zaujal stanovisko, prohlásil, že akce proti Srbsku by se neměla odkládat, že Rusko zůstane nepřátelské a že i kdyby došlo k válce mezi Rakouskem a Ruskem, Německo by se postavilo na stranu svého spojence. Dodal však, že Rusko není připraveno na válku a bude dlouho váhat, než se uchýlí ke zbrani. Z toho důvodu je potřeba jednat okamžitě.
Následující den, 6. července, se ukázalo, že toto Vilémovo prohlášení je také oficiálním názorem Německa: Rakousko má rychle porazit Srbsko, aby postavilo Evropu před hotovou věc. To byl takzvaný „bianko šek“, který Německo vystavilo Rakousku.

### Tiszův odpor ve Vídni
Po získání souhlasu a dokonce i podpory Německa k útoku na Srbsko se 7. července sešlo osm členů rakousko-uherského válečného kabinetu, aby prozkoumali nabídku pomoci ze strany císaře Viléma II. Berchtold, který schůzi předsedal, navrhl okamžitě zaútočit na Srbsko, dokonce bez vyhlášení války.
Mezi členy exekutivy převládala orientace na vojenskou intervenci a územní zmenšení Srbska, jež by se dostalo pod nadvládu Rakouska. Jediný, kdo protestoval, byl István Tisza, který následujícího dne poslal svému císaři dopis, v němž objasnil, že intervence proti Srbsku může vyvolat světovou válku a přinutit nejen Rusko, ale i Rumunsko, aby se postavilo proti Rakousku. Podle Tiszy měla Vídeň místo toho připravit seznam přijatelných požadavků, jež by, pokud by jim Srbsko nevyhovělo, vedly k ultimátu. Tisza měl právo veta a na své pozici setrval týden. Poté ze strachu, že by Německo mohlo Rakousko opustit, přijal myšlenku okamžitého ultimáta.

### Britský optimismus (9.–23.července)

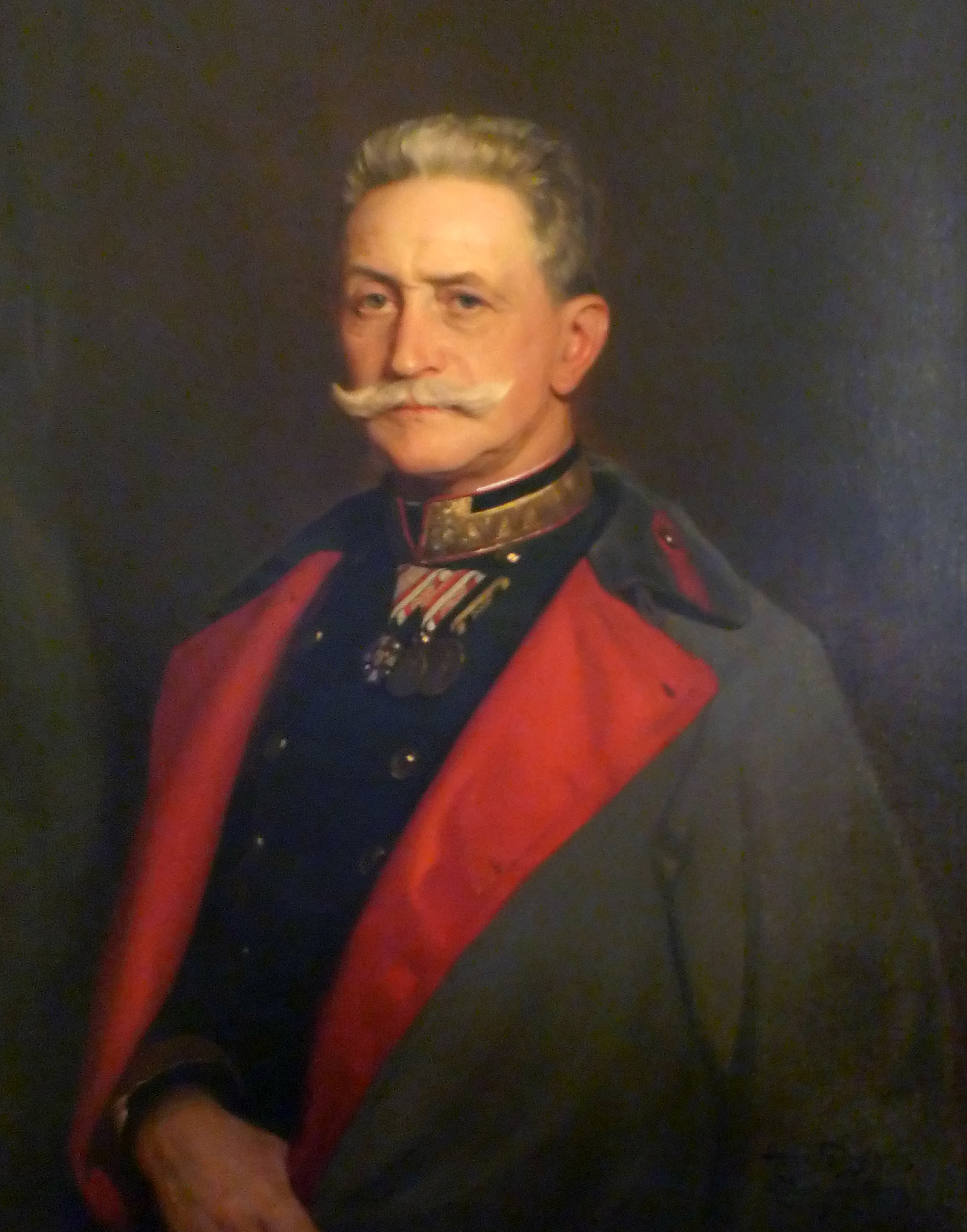
Náčelník rakouského generálního štábu Franz Conrad von Hötzendorf (obraz Hermanna Torgglera)

Londýnská vláda zřejmě zpočátku situaci nevnímala jako příliš vážnou. Arthur Nicolson, poradce ministra zahraničí Edwarda Greye, zaslal 9. července britskému velvyslanci ve Vídni Maurici de Bunsenovi (1852–1932) sdělení, v němž pochyboval o možné rakouské intervenci. Protože Srbsku ještě nebylo předáno žádné ultimátum, pocit hrozícího nebezpečí se v cizině mimo Rakousko-Uhersko zmenšoval. Ve skutečnosti však byla touha Rakouska potrestat Srbsko stále silná a byla podporována důvěrou, že Německo odvetnou akci podpoří.
Rakousko-Uhersko však nadále nemohlo jednat, přestože premiér István Tisza již v podstatě nic nenamítal a německé velení bylo připraveno na válku. Rakouský náčelník generálního štábu Franz Conrad von Hötzendorf se 14. července vyjádřil proti vojenské akci před 25. červencem. To bylo datum skončení všeobecné dovolenky, která byla vojákům udělena na zajištění sklizně. Dovolenku totiž nebylo možné zrušit, protože by to odhalilo záměry Vídně.
Na překvapivý rakouský útok však již bylo pozdě a německá diplomacie se snažila budoucí konflikt lokalizovat. Devatenáctého července nechal berlínský ministr zahraničí Gottlieb von Jagow v listu Norddeutsche Allgemeine Zeitung zveřejnit komentář, v němž varoval, že „urovnání rozdílností názorů, které mohly vzniknout mezi Rakousko-Uherskem a Srbskem, musí zůstat místní záležitostí.“ O tři dny později bylo Rusku, Velké Británii a Francii zasláno oficiální prohlášení o německém postoji k této záležitosti.
Podmínky ultimáta byly ve Vídni dohodnuty téhož dne 19. července; všichni přítomní na zasedání rakouské vlády, včetně generála Conrada, si byli vědomi, že Srbsko podmínky odmítne a že dalším krokem bude vojenský útok. Conrad byl hlavním obhájcem války, od níž očekával územní zisky na hranici s Bosnou.
Ve Francii se mezitím prezident republiky Poincaré a jeho premiér René Viviani odebrali na návštěvu Ruska. Vůdci obou spojeneckých mocností se tak měli 21. července sejít, což by jim usnadnilo společnou reakci na případné kroky Rakouska. Aby jim tato výhoda nebyla poskytnuta, rakousko-uherský ministr zahraničí Berchtold naplánoval předložit Srbsku ultimátum až 23. července s termínem vypršení 25. července.
Dne 21. července dal František Josef I. souhlas s podmínkami ultimáta. Následujícího dne ruský ministr zahraničí Sergej Dmitrijevič Sazonov varoval Rakousko před přijetím extrémních opatření, třebaže se ve svém varování nezmínil o možnosti vojenské odvety.
O dva dny později (23. července) britský ministr financí David Lloyd George v Dolní sněmovně optimisticky oznámil, že nebudou žádné potíže při urovnání mezinárodního napětí prostřednictvím „nějaké rozumné a dobře promyšlené formy arbitráže“. Vztahy s Německem jsou nejlepší za poslední roky, poznamenal.

## Rakouské ultimátum Srbsku a dny po něm

### Ultimátum Srbsku (23.července)
Po získání souhlasu Františka Josefa předal rakouský velvyslanec v Bělehradě baron Wladimir Giesl von Gieslingen 23. července 1914 odpoledne srbské vládě ultimátum Rakouska-Uherska. Zároveň si vyžádal odpověď, která měla přijít nejpozději 25. července v 18 hodin.
Ultimátum začíná dlouhým úvodem, ve kterém Rakousko obviňuje Srbsko z toho, že nerespektuje závazek udržovat s ním přátelské vztahy, přijatý po skončení bosenské krize. Dále vídeňská vláda nařizuje bělehradské vládě, aby v srbském oficiálním věstníku uveřejnila 26. července nové prohlášení, jehož obsah ultimátum nastiňuje. Srbsko má odsoudit protirakouskou propagandu, uznat podíl srbských úředníků a důstojníků na sarajevském atentátu a zavázat se, že napříště bude podobné aktivity s maximální přísností stíhat.
Srbská vláda navíc musí slíbit, „že:
1. potlačí každou publikaci, která podněcuje k nenávisti a opovržení vůči monarchii [...];
2. okamžitě rozpustí „Národní obranu“, bude stejným způsobem postupovat proti jiným spolkům a sdružením, které provádějí propagandu vůči Rakousku-Uhersku [...];
3. bezodkladně odstraní z veřejných škol v Srbsku [...] všechno, co slouží, nebo by mohlo sloužit k živení propagandy vůči Rakousku-Uhersku;
4. odstraní z armády a administrativy všechny důstojníky a úředníky, kteří se provinili protirakouskou propagandou, při čemž c. a k. vláda si vyhrazuje právo sdělit královské vládě jejich jména a předložit usvědčující materiál
5. svolit k tomu, aby orgány c. a k. vlády spolupůsobily v Srbsku při potlačování podvratného hnutí namířeného proti územní integritě monarchie;
6. zavede soudní vyšetřování proti těm účastníkům spiknutí z 28. června, kteří se zdržují na území Srbska, a svolí, aby orgány delegované c. a k. vládou se zúčastnily příslušného vyšetřování;
7. urychleně zatkne majora V. Tankosiće a jistého M. Ciganoviće, srbské státní úředníky, kompromitované výsledky vyšetřování
8. účinnými opatřeními zabrání účasti srbských úřadů na pašování munice přes hranice a propustí a přísně potrestá příslušníky pohraniční služby v Šabaci a Lóznici, kteří pomáhali sarajevským zločincům při přechodu hranic;
9. podá c. a k. vládě vysvětlení o neomluvitelných výrocích vysokých srbských hodnostářů v Srbsku a v cizině, kteří se [...] neváhali po atentátu [...] nepřátelsky vyslovit proti Rakousku-Uhersku;
10. bezodkladně oznámí c. a k. vládě, že opatření zahrnutá v předchozích bodech byla provedena“[22]

Rakouská vláda očekávala odpověď srbské vlády do soboty 25. července do 18 hodin. Jak je patrné, text Rakousku-Uhersku ponechával velký prostor, jak reagovat na případné odmítnutí ultimáta Srbskem, i když vše nasvědčovalo, že v takovém případě by důsledky byly mimořádně závažné.

### Zahraniční reakce na ultimátum (23.–27.července)

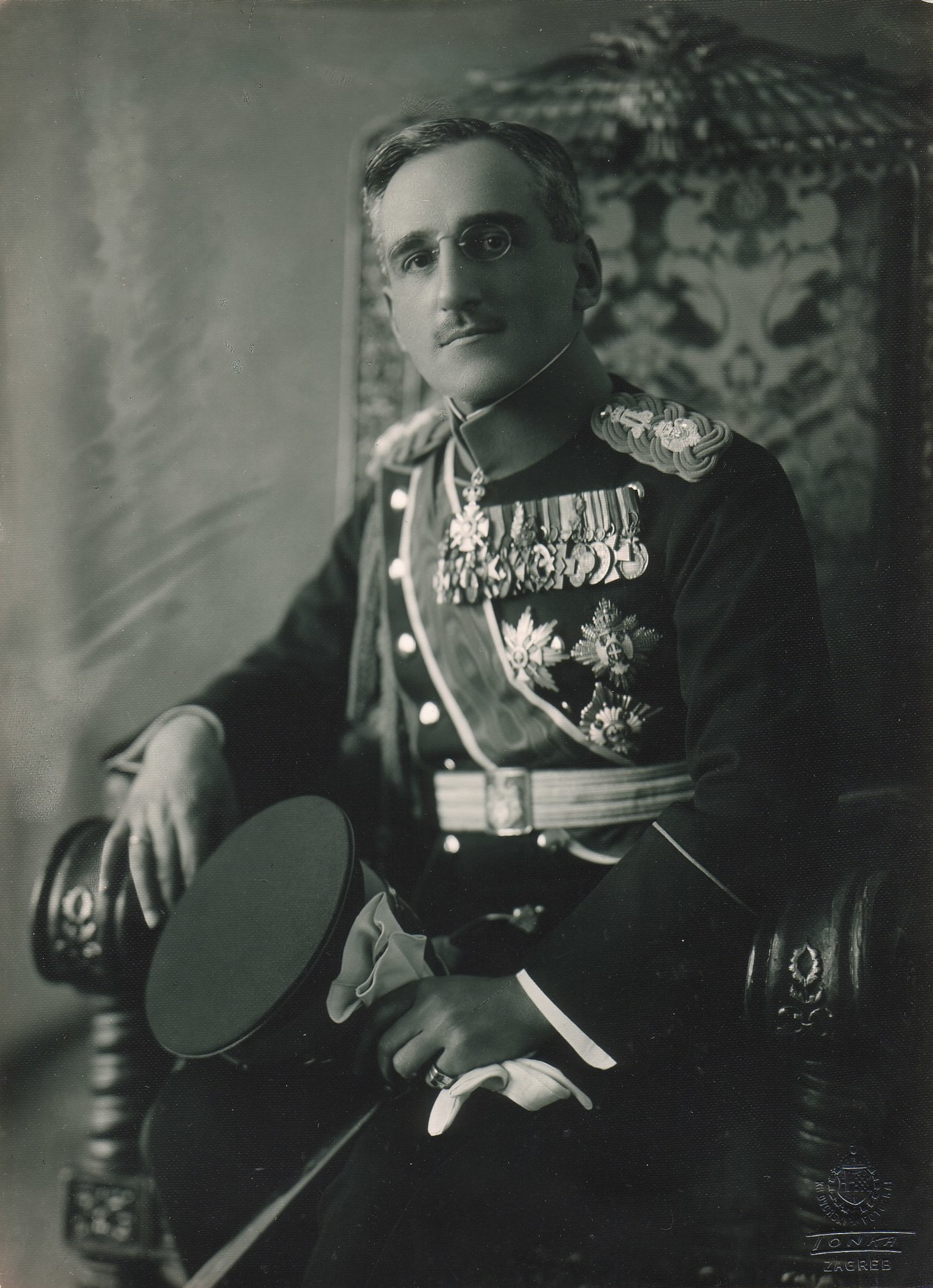
Srbský princ regent Alexander

Když text ultimáta vešel ve známost, evropské vlády reagovaly různě. Ministr zahraničí Edward Grey v Londýně ultimátum označil za „nejtvrdší dokument, který kdy nějaký stát adresoval jinému státu“ a naivně požádal Německo o podporu pro odložení termínů s tím, že navrhl, aby v krizi zprostředkovaly Británie, Francie, Německo a Itálie. Podobný krok podnikl ruský ministr zahraničí Sergej Dmitrijevič Sazonov, jehož velvyslanec ve Vídni obdržel 24. července od Berchtolda ujištění, že Rakousko-Uhersko nenavrhuje „žádné územní zisky“.
Jak správně předpokládaly vlády Vídně a Berlína, Francie nedokázala na ultimátum adekvátně reagovat. Prezident Poincaré a premiér a ministr zahraničí René Viviani se ostatně v té době ještě plavili z Petrohradu zpět do vlasti.
Srbský regent Alexandr Karađorđević (syn krále Petra I., který se ze zdravotních důvodů vzdal moci) se pozdě večer 23. července dostavil na ruské velvyslanectví v Bělehradě, „aby vyjádřil své zoufalství nad ultimátem, jemuž se podle něj nemůže plně podřídit žádný stát, který má aspoň minimum důstojnosti“.
Ministr Sazonov, který souhlasil s tím, že Srbsko by se nemělo v žádném případě podrobit, ale ještě nebyl připraven na válku, telegrafoval svému velvyslanci do Bělehradu 24. července ráno po zasedání vlády: „Snad bude lepší, když se Srbové v případě rakouského vpádu nepokusí o odpor, ale ustoupí, nechají nepřítele obsadit své území a obrátí se s protestem na velmoci.“

### Berchtoldova diplomacie
V očekávání rychlého vývoje událostí nechal rakouský ministr zahraničí Berchtold večer 24. července informovat svého britského kolegu Edwarda Greye, že rakouská nóta nepředstavuje skutečné ultimátum a že v případě nespokojenosti Rakouska-Uherska se srbskou odpovědí by došlo jen k přerušení diplomatických vztahů a zahájení vojenských příprav.
Téhož dne byla také připravena informace pro Petrohrad, odeslána pak kurýrem 25. července, v níž rakouská vláda vysvětlovala, že není vedena zištnými pohnutkami: „Pokud nám bude vnucen boj se Srbskem, nebude to boj s cílem územní anexe, ale výhradně prostředek obrany a zachování stavu.“
Když se Německo dozvědělo o Berchtoldově zdržovací taktice, povolalo do Berlína rakouského velvyslance Szögyény-Maricha. Ten se pak vrátil do Vídně a 25. července oznámil Berchtoldovi, že po odmítnutí ultimáta Srbskem očekává Německo okamžité vyhlášení války Rakouskem a zahájení vojenských operací, protože s každým zpožděním začátku války roste vážné nebezpečí zásahu jiných velmocí.

### Srbská odpověď

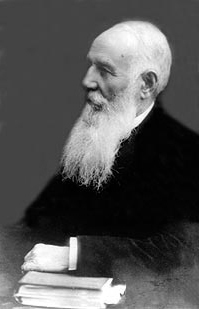
Srbský premiér Nikola Pašić

Srbský premiér Nikola Pašić a jeho kolegové pracovali dnem i nocí na odpovědi. Nedokázali se rozhodnout mezi poslušným přijetím ultimáta a pokušením přidat podmínky nebo výhrady, které by jim mohly umožnit uniknout požadavkům Vídně. Konečný dokument, který byl kvůli poruše psacího stroje napsán rukou, působí spíše jako koncept než jako oficiální diplomatická odpověď.
K bodům 8 a 10 nevznesl Bělehrad žádné výhrady; body 1, 2 a 3 byly přijaty částečně; ale odpovědi k bodům 4, 5 a 9 byly pojaty tak, aby požadavky ultimáta obešly. Pokud jde o bod 7, Srbové odpověděli, že zatknout Milana Ciganoviće nedokáží, třebaže ho samy srbské úřady předtím varovaly a poslaly pryč. Konečně bod 6, tedy účast rakousko-uherské vlády na vyšetřování útoku z 28. června, byl odmítnut. Tento požadavek, kromě toho, že narušoval suverenitu Srbska, totiž přinášel nebezpečí, že bude veřejně odhalena činnost Černé ruky a jejích obávaných vůdců.
Dne 25. července Srbsko v 15 hodin mobilizovalo svou armádu a o tři hodiny později, přesně v 17.58 (tedy dvě minuty před vypršením ultimáta), předal premiér Pašić rakouskému velvyslanci von Gieslingenovi srbskou odpověď, přičemž řekl: „Část požadavků jsme přijali... Ve zbytku se spoléháme na čest a rytířskost rakouského generála.“
Gieslingen byl opravdu generál, a jako takový poslouchal rozkazy. Rychle si přečetl dokument, a když zjistil, že nesplňuje požadavky stanovené Berchtoldem, podepsal nótu již připravenou pro tento případ a nechal ji doručit Pašićovi. V nótě bylo uvedeno, že poté, co vypršela lhůta pro požadavky doručené srbské vládě a on neobdržel uspokojivou odpověď, opouští ještě téhož večera Bělehrad i se všemi pracovníky vyslanectví.
Téhož 25. července, kdy se rozšířila zpráva o krachu jednání mezi Rakouskem a Srbskem, zahájil ruský generální štáb v Petrohradě „období přípravy na válku“ (první krok k mobilizaci) a v Paříži francouzská vláda tajně povolala do služby své generály. Atmosféra v Londýně byla uvolněnější.
Rakousko tedy ještě nebylo ve válečném stavu se Srbskem a podle náčelníka generálního štábu Conrada by plnohodnotnou invazi nedokázalo provést dřív než za několik týdnů. Rusko bylo v přípravách ještě víc pozadu a 27. července car Mikuláš II. sice na jednu stranu zdůraznil, že jeho země nemůže zůstat lhostejná k osudu Srbska, na stranu druhou však navrhl zahájit jednání s Vídní, ale Rakušané návrh odmítli.

### Britský návrh konference
Navzdory mezinárodní krizi trávil britský ministr zahraničí Edward Grey víkend s nedělí 26. července na venkově. Podtajemník Arthur Nicolson mu z Londýna telegrafoval, aby evropským mocnostem navrhl konferenci, během níž by Rakousko, Srbsko a Rusko neměly podnikat vojenské operace. Grey obratem telegraficky sdělil svůj souhlas s Nicolsonovou myšlenkou, která byla provedena téhož dne 26. července v 15 hodin telegramem adresovaným anglickým velvyslancům u jednotlivých velmocí a v Srbsku. Telegram navrhoval do Londýna svolat konferenci se zástupci Paříže, Říma a Berlína a s Greyem za Velkou Británii, aby se „našel způsob, jak předejít komplikacím“. Následující den však britské ministerstvo války nařídilo generálu Smith-Dorrienovi, aby obsadil „všechna zranitelná místa“ na jihu země.
Ohlasy na anglický návrh byly spíše chladné: německý kancléř Theobald von Bethmann-Hollweg se nechtěl připojit pro obavu z diplomatické porážky. Německo by na konferenci nemohlo získat to, co chtělo, totiž souhlas s útokem na Srbsko, který by rehabilitoval rakouskou prestiž. Itálie návrh přijala, zatímco Francie váhala mezi tím, zda vyhovět německému velvyslanci nebo jednat přímo s Ruskem, jakmile se prokázal záměr Rakouska-Uherska neprovádět anexe. Petrohrad si dával na čas, protože Sazonov doufal, že se o míru dohodne přímo s Rakouskem. Greyův návrh v podstatě selhal, ale znepokojil Německo kvůli možnosti, že by krize mohla skončit smírně.

### Německo podporuje válku
Po rozpadu diplomatických styků mezi Rakousko-Uherskem a Srbským královstvím německá vláda v souladu s tím, co bylo řečeno o den dříve, 26. července naléhavě požádala Rakousko o „vyhlášení války a zahájení vojenských operací“. Bylo to proto, aby se zabránilo tlakům opačným směrem: bylo nutné zabránit tomu, aby krize byla vyřešena dříve, než se rakouským vojskům podařilo obsadit Bělehrad.
Německý ministr zahraničí Jagow se obával, že ostatní mocnosti mohou zasáhnout lichotkami nebo hrozbami a prosadit ve Vídni mírové řešení. Rakouský ministr zahraničí Berchtold stále naléhal na náčelníka generálního štábu Conrada, který tvrdil, že není připraven. Na otázku, kdy by mohli vyhlásit válku Srbsku, Conrad odpověděl: „Až uděláme dostatečný pokrok, můžeme okamžitě zahájit operace, přibližně 12. srpna.“ Berchtold namítl, že diplomatická situace nevydrží zralá tak dlouho, a Conrad odvětil, že bude nutné počkat alespoň do 4. nebo 5. srpna. „To je nemožné!“ zvolal ministr.

## První vyhlášení války a navazující mobilizace

### Rakousko vyhlašuje válku Srbsku (28.července)

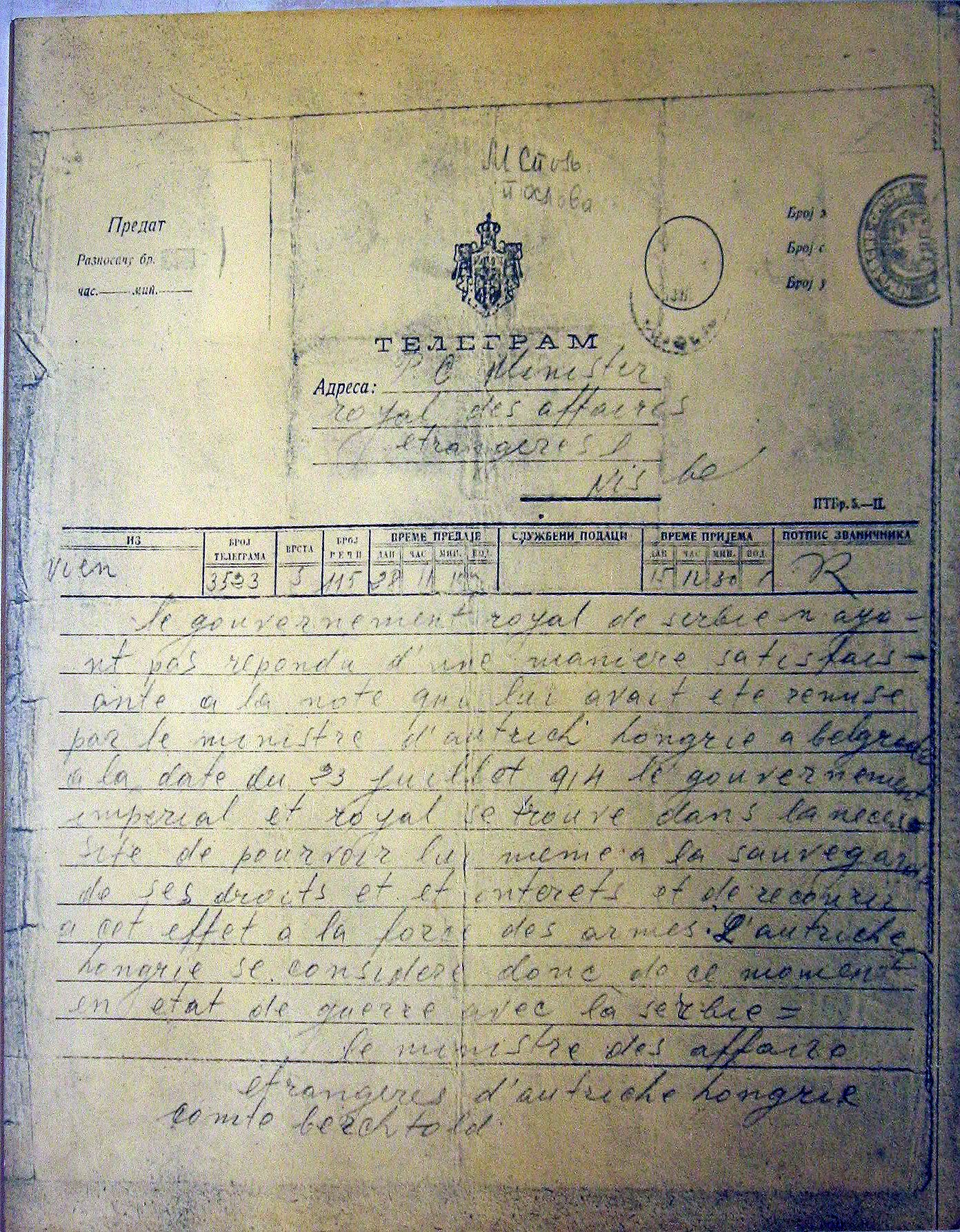
Koncept telegramu, kterým Rakousko vyhlásilo 28. července 1914 válku Srbsku

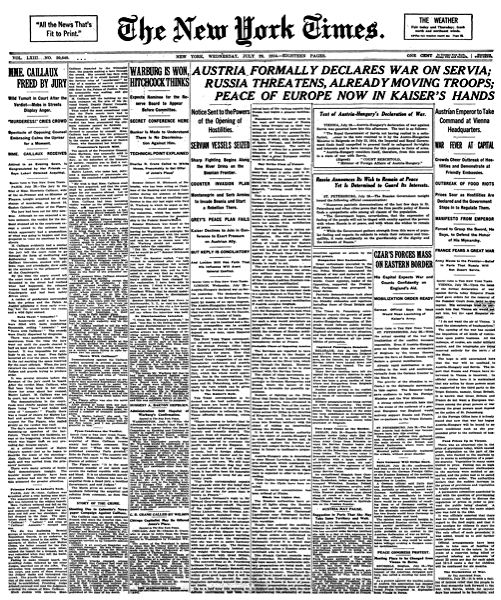
Titulní strana New York Times z 29. července 1914: „Rakousko formálně vyhlašuje válku Srbsku; Rusko hrozí, jeho jednotky jsou již v pohybu; mír Evropy je nyní v rukou císaře“

Přes negativní stanovisko náčelníka generálního štábu Conrada nařídila rakouská vláda 28. července částečnou mobilizaci namířenou výhradně proti Srbsku; německý císař Vilém II., na rozdíl od toho, co chtěla jeho vláda, mezitím vyhlásil ochotu být prostředníkem mezi Rakouskem a Srbskem, když prohlásil, že po odpovědi Bělehradu na ultimátum Vídně již není důvod k zahájení války. Vilém II. opravdu charakterizoval srbskou odpověď jako „extrémně ponižující kapitulaci“. Podle Viléma II. však k tomu, aby bylo Srbsko donuceno respektovat sliby obsažené v odpovědi na ultimátum, bylo nutné, aby Rakousko dočasně obsadilo Bělehrad (přes hranice) a nic víc. Císařovy pokyny ministrovi zahraničí Jagowovi však chování německých diplomatů ve Vídni neovlivnily.
Rakouská vláda, rozhodnutá vstoupit do války co nejdříve, musela požádat o povolení Františka Josefa I. V petici Leopolda Berchtolda císaři z 27. července se říká, že srbská odpověď, i když obsahově jalová, byla napsána smířlivě a mohla by v Evropě vyvolat pokusy o mírové řešení, pokud by se nepodařilo okamžitě vytvořit jednoznačnou situaci. Dokument také citoval smyšlený incident, v němž prý srbští vojáci stříleli z parníků na Dunaji na rakousko-uherské jednotky, a naznačoval, že je nutné dát armádě volnost jednání, jakou má jen v případě války.
František Josef Berchtoldovu žádost přijal a 28. července ve 12 hodin odešel do Bělehradu telegram s vyhlášením války. Rakousko oficiálně vyhlásilo válku Srbsku s důvěrou v německou podporu v případě, že by se konflikt rozšířil. První světová válka začala, ale málokdo si to ještě uvědomoval.
Text vyhlášení války předložený Františku Josefovi ke schválení zní takto: „Protože srbská královská vláda neodpověděla uspokojivě na nótu, kterou jí předal rakousko-uherský ministr v Bělehradě dne 23. července 1914, považuje císařská a královská vláda za nutné zajistit ochranu svých práv a zájmů a použít k tomu účelu ozbrojenou sílu, a to tím spíše, že srbské jednotky napadly oddíl císařské a královské armády u Temešského Kovina. Rakousko-Uhersko se nyní považuje za stát ve válečném stavu se Srbskem. Ministr zahraničních věcí Rakouska-Uherska hrabě Berchtold“
Berchtold však považoval za vhodné na poslední chvíli odstranit zmínku o údajném střetu u Kovina a vyhlášení války ponechat bez ní.

### Rusko mobilizuje (29.–30.července)

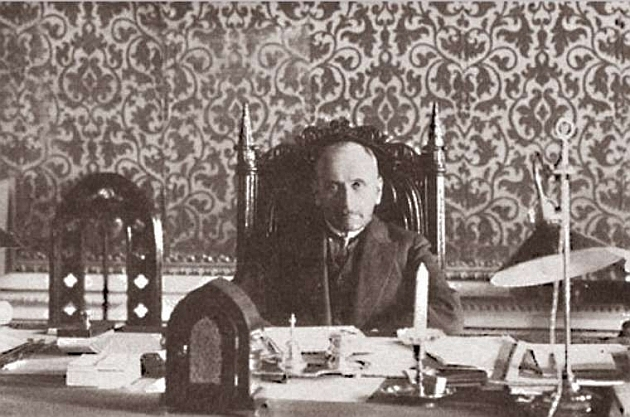
Ruský ministr zahraničí Sergej Sazonov

Večer 28. července se ruský ministr zahraničí Sergej Dmitrijevič Sazonov dozvěděl o vyhlášení války Rakousko-Uherskem. Sdělil pak svému velvyslanectví v Berlíně, že carská vláda nazítří nařídí mobilizaci v regionech Oděsy, Kyjeva, Moskvy a Kazaně, tedy proti Rakousku.
Zatímco tedy rakouské dělostřelectvo drželo na mušce srbská opevnění podél hranice, připraveno každou chvíli zahájit palbu, Rusko ráno 29. července povolalo do zbraně část své obrovské zálohy: car Mikuláš II. nevyhlásil válku Rakousku, ale nařídil částečnou mobilizaci téměř šesti milionů vojáků.
Téhož dne německý velvyslanec v Petrohradě Friedrich Pourtalès „velmi vážně“ upozornil Sazonova na skutečnost, že pokračování ruských mobilizačních opatření by přimělo Německo k mobilizaci a že v takovém případě bude téměř nemožné zabránit evropské válce.
Ve stejné době se v Postupimi konalo setkání Viléma II. s některými jeho vyššími důstojníky a úředníky. Ještě nevěděli o částečné ruské mobilizaci, diskutovali o situaci a císař odmítl návrh kancléře Bethmanna nabídnout přísná omezení německé flotily výměnou za britský příslib neutrality. Když se Bethmann poněkud sklíčený vrátil do své kanceláře, našel tam zprávu o ruské mobilizaci.
Aby kancléřova situace byla ještě obtížnější, téhož večera 29. dne dorazil do Berlína telegram německého vyslance v Londýně Karla Maxe Lichnovského. Informoval, že ministr Edward Grey prohlásil, že pokud by Francie byla zatažena do války, Británie nezůstane neutrální.
V té chvíli si kancléř uvědomil, že hra začíná být příliš nebezpečná, a v souladu s přáním Viléma II. v noci z 29. na 30. července telegrafoval svému velvyslanci do Rakousku a prakticky mu nařídil, aby úplně otočil svou pozici: „Jsme připraveni plnit své spojenecké závazky, ale nesmíme se nechat Vídní lehkovážně a bez vyslyšení našich rad zatáhnout do všeobecného požáru.“

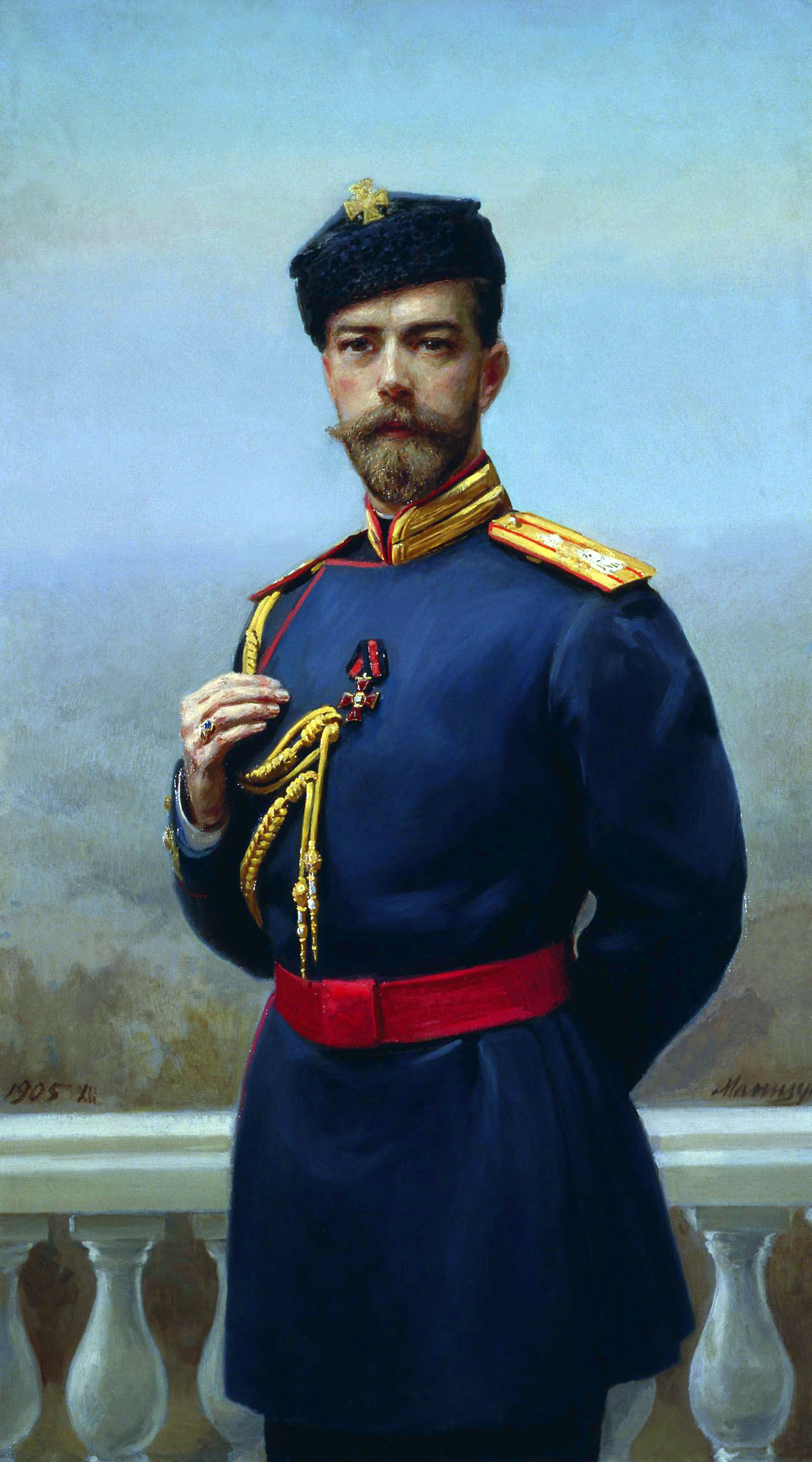
Ruský car Mikuláš II.

Ruská všeobecná mobilizace, rozkaz k níž podepsal car Mikuláš II. spolu s rozkazem o částečné mobilizaci 29. července, zpočátku nebyla spuštěna, ale byla aktivována, když se v Petrohradě rozšířila zpráva o rakouském bombardování Bělehradu provedeném téhož dne z pontonů na Dunaji. Ruské veřejné mínění zuřilo proti Rakousku. Car, vyděšen možností konfliktu s Německem, telegraficky apeloval přímo na německého císaře: „Prosím vás ve jménu našeho dávného přátelství, udělejte vše pro to, abyste zabránili vašim [rakouským] spojencům překročit hranice.“ Telegram se křížil s dalším telegramem, který císař poslal carovi: „Uplatňuji veškerý svůj vliv, abych přiměl Rakušany k okamžitému vyjednávání, aby s vámi dosáhli uspokojivého porozumění.“
V pozdním odpoledni 29. července, uklidněn císařovým telegramem, vydal Mikuláš II. náčelníkům štábů rozkaz vyhnout se všeobecné mobilizaci a uplatnit pouze tu částečnou. Poté car obdržel další telegram od Viléma II., který Rusko vyzýval, aby zůstalo jen „divákem rakousko-srbského konfliktu“, a ve kterém se nabízel jako prostředník mezi Ruskem a Rakouskem. To přesvědčilo cara, aby ve 21.30 vydal rozkaz k pozastavení částečné mobilizace. Náčelník generálního štábu Januškevič ho však upozornil, že na ústup je už pozdě; mobilizace již byla po celé říši v běhu.
Vilém II. zatím nebyl schopen odradit svůj generální štáb, aby nereagoval na částečnou mobilizaci Ruska podobným opatřením. Následkem sblížení názorů armády a civilistů na extrémních pozicích, ke kterému došlo mezi odpolednem a večerem 30. července, se tedy Německo chystalo vyhlásit válečný stav.
Když se 30. července v Petrohradě dozvěděli, že Německo je před mobilizací, ministr války Vladimir Alexandrovič Suchomlinov a ministr zahraničí Sazonov na cara vyvinuli silný nátlak, aby schválil všeobecnou mobilizaci. Mikuláš II. váhal, dokud se v přesvědčení o hrozbě bezprostředního německého útoku nerozhodl a nenařídil ministru zahraničí: „Máte pravdu. Nezbývá nám nic jiného než se připravit na agresi. Pošlete můj mobilizační rozkaz náčelníkovi generálního štábu.“ 30. července 1914 v 16 hodin pak car schválil všeobecnou mobilizaci, která měla být zahájena následujícího dne 31. července. Ruské veřejné mínění projevovalo naprostou solidaritu se Slovany Srbska a ruské naděje – pokud ještě nějaké existovaly – na použití mobilizace ne k vedení války, ale jako odstrašujícího prostředku, se ukázaly být iluzorní.

### Rakouská všeobecná mobilizace (30.–31.července)

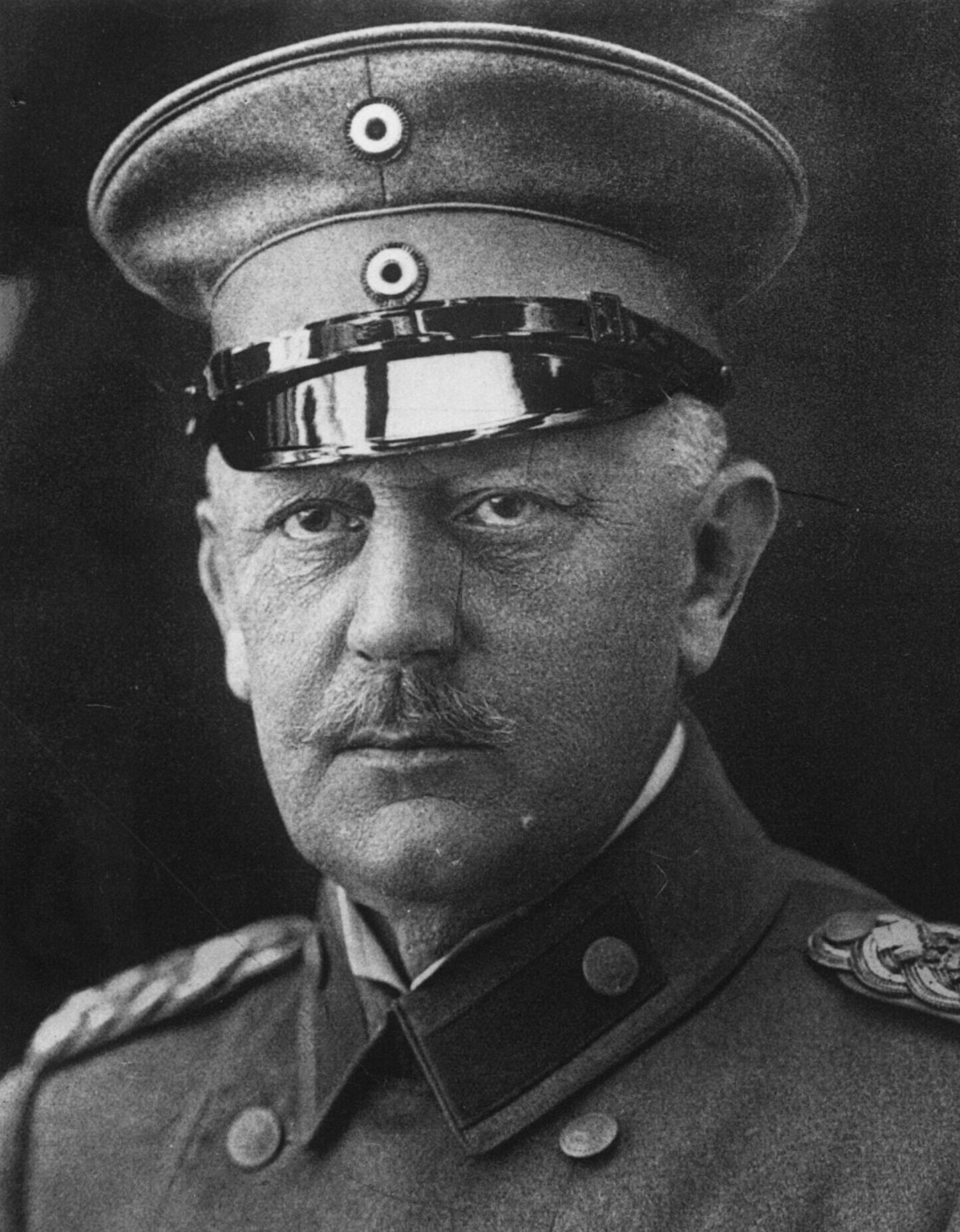
Náčelník německého generálního štábu Helmuth von Moltke

Ráno 30. července obdržel Vilém II. zprávu o ruské částečné mobilizaci. Rozzlobený na cara, kterému v předchozích dnech posílal zprávy o spolupráci, poznamenal: „Takže musím mobilizovat také!“ Tento bojovný postoj ovlivnil německého náčelníka generálního štábu Helmutha von Moltkeho mladšího, který šel ještě nad rámec záměrů císaře a kancléře.
Moltke, na rozdíl od Bethmannovy zprávy z noci z 29. na 30. července, poslal mezi odpolednem a nocí 30. července svému rakouskému protějšku Conradovi dva telegramy, z nichž druhý shrnoval první: „Držte se proti ruské mobilizaci. Rakousko-Uhersko musí být zachováno. Takže okamžitě mobilizujte proti Rusku. Německo se zmobilizuje. Přimět Itálii, aby splnila svou povinnost spojence za nějaké kompenzace.“
Když ráno 31. července Berchtold četl oba Moltkeho telegramy a porovnával je s Bethmannovými z předchozího dne, zvolal: „To je krása! Kdo velí: von Moltke, nebo Bethmann?“ A oslovil ostatní ministry, kteří se sešli, aby rozhodli o hrozbě ruské mobilizace: „Požádal jsem vás, abyste sem přišli, protože jsem měl dojem, že Německo ustupuje. Nyní však mám z nejkompetentnějšího vojenského zdroje naprosto uklidňující prohlášení.“ V očích rakouského ministra tedy Moltke nyní vážil více než kdokoli jiný v Německu, a bylo proto možné přistoupit ke všeobecné mobilizaci. Bylo rozhodnuto okamžitě předložit mobilizační rozkaz Františku Josefovi. Ten pak podepsal listinu, která dorazila na ministerstvo války 31. července 1914 ve 12:23.

## Německo vstupuje do války

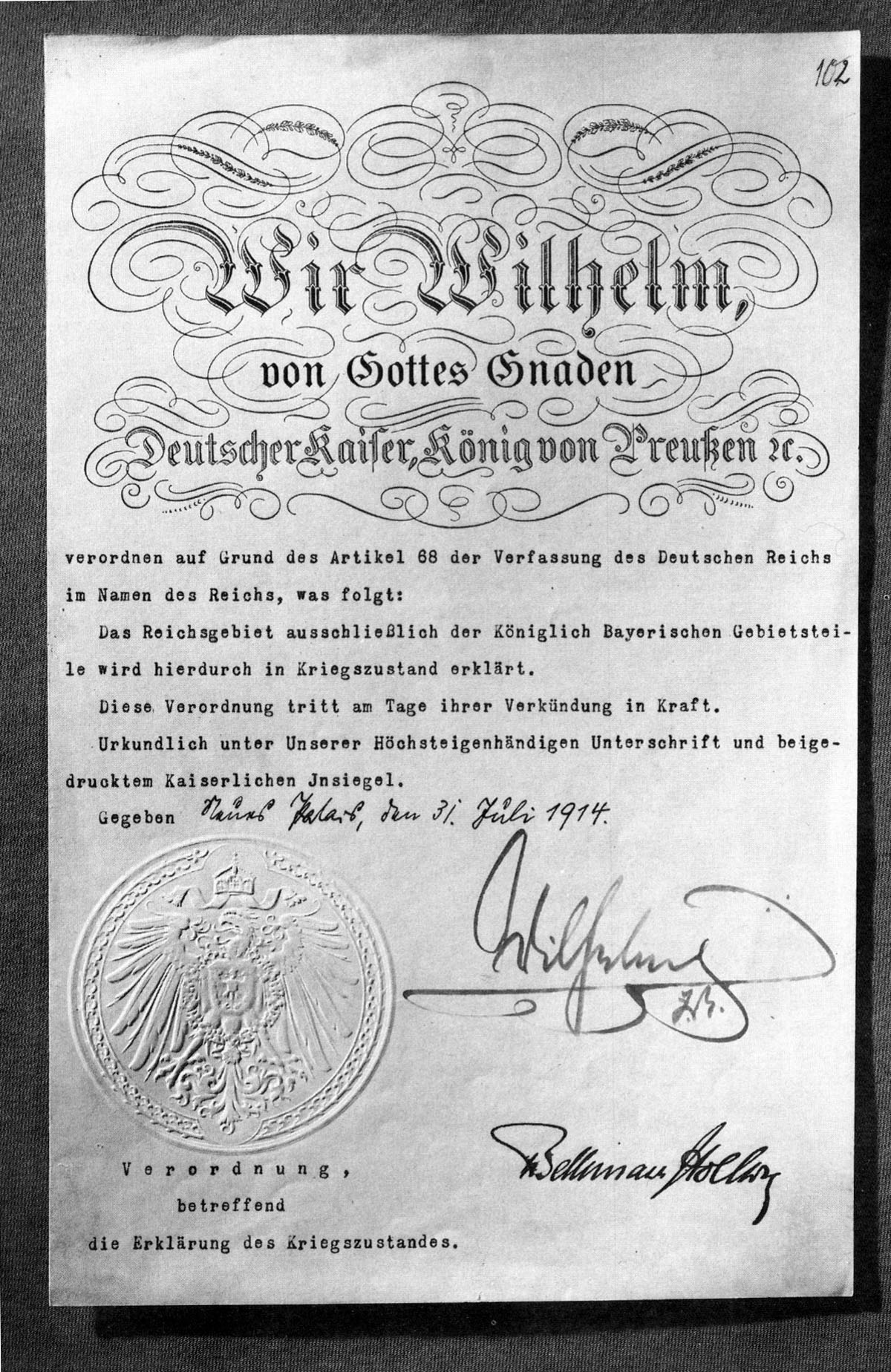
Německé vyhlášení válečného stavu z 31. července podepsané Vilémem II. a Theobaldem von Bethmann-Hollwegem

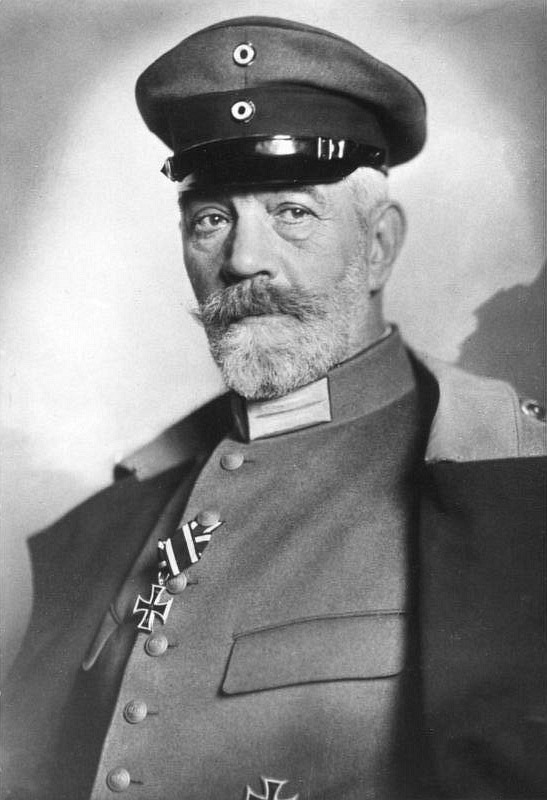
Německý kancléř Theobald von Bethmann-Hollweg

Schlieffenův plán předpokládal preventivní útok Německa na Francii v případě mobilizace proti Rusku

Zpráva o ruské všeobecné mobilizaci hrála do karet německému náčelníkovi generálního štábu Moltkemu a překonala případné váhání Bethmann-Hollwega i Viléma II. Sled událostí, k nimž mělo nyní dojít, byl předurčen německými plány: vyhlášení válečného stavu; ultimátum Rusku, které by bylo téměř jistě zamítnuto; mobilizace a válka.
Bethmann-Hollweg sdělil 31. července Londýnu, Petrohradu, Paříži a Římu, že v Německu byl vyhlášen válečný stav, a dodal, že německá mobilizace bude následovat pouze tehdy, pokud Rusko neodvolá svoji. Ale velvyslanci ve Vídni Heinrichu von Tschirschkému telegrafoval: „Po ruské všeobecné mobilizaci jsme vyhlásili válečný stav; [německá] mobilizace bude pravděpodobně následovat do 48 hodin. To bude nevyhnutelně znamenat válku. Od Rakouska očekáváme okamžitou aktivní účast ve válce proti Rusku.“
Také 31. července v Berlíně zveřejnil jeden z předních německých průmyslníků Walther Rathenau v listu Berliner Tageblatt článek, v němž protestoval proti slepé loajalitě Německa vůči Rakousku: „Bez štítu takové loajality by se Rakousko neodvážilo podniknout kroky, které podniklo.“
V tuto chvíli to znamenalo pro Němce válku s Ruskem i Francií. Německo ve skutečnosti muselo brát v úvahu francouzsko-ruské spojenectví dohodnuté v roce 1894. Pokud by na základě tohoto spojenectví Francie aktivizovala veškerý svůj válečný potenciál a vyhlásila Německu válku, zatímco by německé armády postupovaly do Ruska, Německo by riskovalo, že mu to přinese potíže, ne-li porážku, na západě. K odvrácení této možnosti vymyslel v roce 1904 tehdejší německý náčelník generálního štábu Alfred von Schlieffen po něm pojmenovaný plán: Je třeba porazit Francii bleskovou válkou zahájenou útokem přes Belgii, a poté obrátit všechny síly proti Rusku, které bude mezitím zápolit se svou pomalou a těžkopádnou mobilizací. Německo by se tak vyhnulo vyčerpávající a nebezpečné válce na dvou frontách.

### Německé ultimátum Rusku a Francii
Telegram německému vyslanci v Petrohradu Pourtalèsovi, obsahující ultimátum Rusku, opustil Berlín 31. července v 15:30. Byl koncipován samotným Bethmannem a obsahoval toto: „Přestože jednání stále probíhají a my jsme [...] nepřijali žádná mobilizační opatření, Rusko mobilizovalo celou svou armádu a loďstvo; mobilizovalo tedy i proti nám. Tato ruská opatření nás donutila, abychom zajistili bezpečnost [německé] říše a vyhlásili válečný stav, což ještě neznamená mobilizaci. Mobilizace však musí následovat, pokud Rusko do dvanácti hodin nepozastaví všechna válečná opatření proti nám a Rakousku-Uhersku a neučiní v tomto smyslu přesné prohlášení. Prosím vás, abyste tuto informaci neprodleně sdělil Sazonovovi a telegrafoval čas sdělení. Vím, že Svěrbejev včera telegrafoval do Petrohradu, že jsme již mobilizovali, ale to není pravda, ani v současné době.“
Bethmannův telegram dorazil do Petrohradu až ve 21.30 a kolem půlnoci se německý velvyslanec Pourtalès vydal za ministrem Sazonovem, aby mu předal německé ultimátum. Sazonov odpověděl, že zrušení mobilizace brání technické důvody, ale dodal, že to neznamená válku a že jednání mohou pokračovat. Poté se zeptal Pourtalèse, zda by německá mobilizace nevyhnutelně vedla k válce, na což velvyslanec odpověděl: „byli bychom dva prsty od války“.
Toto tvrzení, které po německém mobilizačním rozkazu zanechalo byť jen špetku naděje na mír, ošálilo Sazonova, že má stále ještě určitý manévrovací prostor. To však nebyla pravda vzhledem k tomu, že postupy německé mobilizace nutně počítaly s válkou, jakmile byla mobilizace zahájena. Pravděpodobně ani Pourtalès si neuvědomoval, že dokument, který právě předal Sazonovovi, byl skutečným ultimátem. Důvod, proč Bethmann v ultimátu Rusku neobjasnil, že německá mobilizace nutně povede k válce, lze vysvětlit přáním německého generálního štábu Rusy příliš neplašit, protože by to urychlilo jejich vojenské přípravy.
Současně s telegramem do Petrohradu odešel z Berlína i telegram pro německého vyslance v Paříži Wilhelma von Schoena. Text byl vcelku podobný telegramu pro vyslance v Rusku, ale byl přesnější a jasnější: „Mobilizace nevyhnutelně znamená válku. Zeptejte se prosím francouzské vlády, zda zůstane ve válce mezi Německem a Ruskem neutrální. [...] Odpověď na tuto poslední otázku se potřebujeme dozvědět do zítřka do 16 hodin.“
Německý velvyslanec Schoen se 31. července kolem 19. hodiny dostavil na francouzské ministerstvo zahraničí a po předání ultimáta, po němž měla Francie vyhlásit svou případnou, ale velmi nepravděpodobnou, neutralitu, podal zprávu do Berlína telegramem, který byl odeslán týž večer. Schoen oznámil, že mu premiér René Viviani řekl, že „nemají žádné zprávy o ruské mobilizaci“ a že ohledně otázky neutrality bude na německou výzvu schopen odpovědět ve 13 hodin následujícího dne.

### Německo vyhlašuje válku Rusku (1.srpna)

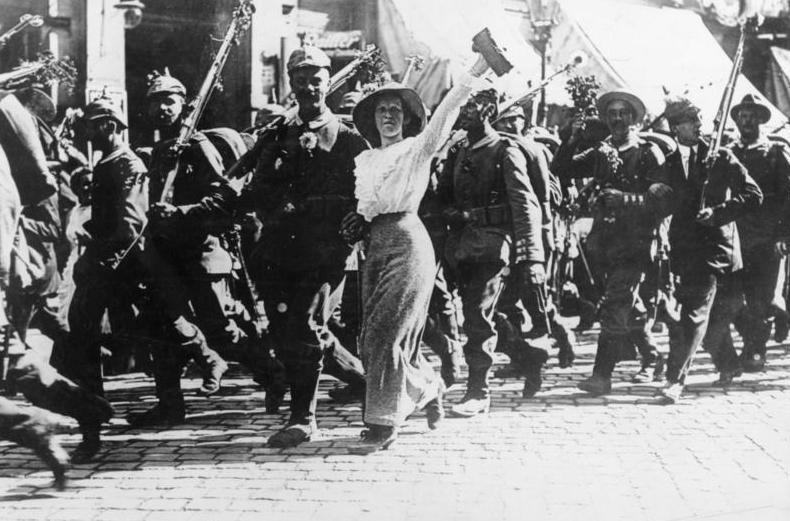
Německá mobilizace roku 1914

Dne 1. srpna ve 12:52, tedy 52 minut po vypršení ultimáta Rusku, byl z Berlína velvyslanci v Petrohradě Pourtalèsovi telegrafován text vyhlášení války. Dokument měl být v případě neuspokojivé odpovědi Ruska doručen v 17 hodin středoevropského času.
V 16 hodin v Berlíně ministr války Erich von Falkenhayn vzhledem k mlčení ruské vlády vyzval kancléře Bethmanna, aby s ním šel k císaři pro podpis rozkazu k všeobecné mobilizaci. V 17 hodin císař rozkaz podepsal, načež Falkenhayn zvolal: „Bůh žehnej vašemu Veličenstvu a jeho zbraním. Bůh ochraňuj naši zemi.“
Dne 1. srpna v 19 hodin se v Petrohradě německý velvyslanec Pourtalès vydal za ministrem Sergejem Dmitrijevičem Sazonovem pro informace. Přinesl s sebou vyhlášení války, které obdržel až v 17.45 a které musel také rozšifrovat. Když se setkal se Sazonovem, zeptal se ho, zda je ruská vláda ochotna dát na ultimátum uspokojivou odpověď. Ministr zahraničí odpověděl záporně. Pourtalès pak svou otázku zopakoval a upozornil na vážné důsledky nerespektování německého pokynu. Sazonov odpověděl jako předtím. Pak velvyslanec vytáhl z kapsy složený papír a třesoucím se hlasem zopakoval otázku potřetí. Sazonov řekl, že nemá co dodat. Hluboce rozrušený Pourtalès s viditelným úsilím řekl: „V tom případě jsem pověřen svou vládou, abych vám předal tuto nótu,“ a váhavě podal ruskému ministrovi vyhlášení války. Poté se velvyslanec přestal ovládat, přistoupil k oknu a rozplakal se. Sazonov vzpomíná ve svých pamětech: „Navzdory svým emocím, které se mi podařilo ovládnout, jsem s ním pocítil hluboký soucit a objali jsme se, než nejistým krokem opustil mou kancelář.“

### Nedorozumění ohledně britské a francouzské neutrality

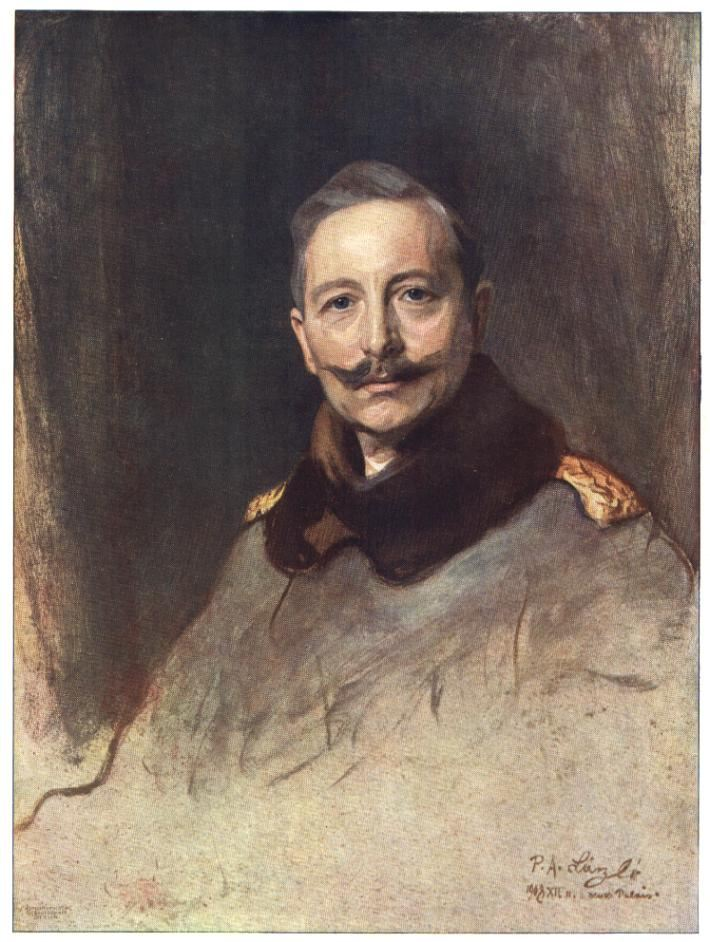
Německý císař Vilém II.

V Paříži téhož 1. srpna odjel německý velvyslanec Schoen za Vivianim, aby se zeptal na rozhodnutí ohledně německého ultimáta požadujícího francouzskou neutralitu, které bylo doručeno večer předchozího dne. Viviani odpověděl: „Francie se bude řídit svými zájmy,“ čímž německého diplomata dezorientoval, a ani francouzský premiér se poté nevyjádřil jasněji. Odpoledne byly na naléhavou žádost francouzského náčelníka generálního štábu Josepha Joffreho a na pokyn vlády vydány telegramy připravené pro tuto příležitost a v 15:55 rozeslány po celé Francii. Obsahovaly rozkaz: „Prvním dnem mobilizace je neděle 2. srpna.“
Rovněž 1. srpna, asi hodinu před podpisem všeobecné mobilizace Německa, dorazila do Berlína zpráva z Londýna od německého vyslance Karla Maxe Lichnovského. Nepravdivě tvrdila, že pokud Německo nezaútočí na Francii, ta se ve válce nepřidá k Rusku, a že ani Británie nepůjde do války. Vilém II. a jeho spolupracovníci byli nadšeni: Německo bude bojovat pouze proti Rusku. Moltke se naopak ocitl v nesnázích, protože německé vojenské plány počítaly pouze s válkou s oběma mocnostmi zároveň. Schlieffenův plán, jak jsme viděli, totiž v první řadě počítal s útokem na Francii. Britský král Jiří V. pak Lichnovského tvrzení popřel s tím, že nikdo neručí za britskou neutralitu, tím méně za francouzskou. Moltke tedy po vyslechnutí Viléma II. vydal rozkaz k invazi do Lucemburska.
Dne 2. srpna bylo mobilizováno celé britské námořnictvo a Velká Británie také zaslala tajné ujištění Francii: v případě, že by německé loďstvo vstoupilo do Severního moře nebo do Lamanšského průlivu a útočilo na francouzské lodi, britské válečné námořnictvo by Francii poskytlo „veškerou možnou podporu“.
Německé válečné plány však nesměřovaly k námořnímu vítězství v Severním moři nebo Lamanšském průlivu, nýbrž k rychlému pochodu do Francie skrz Belgii. A k dosažení tohoto cíle poslalo Německo 2. srpna v 19 hodin bruselské vládě ultimátum, které jí dávalo dvanáct hodin na souhlas s průchodem německých jednotek. Belgičané odmítli: „pokud by belgická vláda přijala žádosti, které jí byly doručeny“, odpověděli do Berlína z Bruselu, „obětovala by čest národa a zradila by své závazky vůči Evropě“. Belgické komuniké se odkazovalo na Smlouvu s osmnácti články z 26. června 1831, která Belgii ukládala „stálou neutralitu“ zaručenou velmocemi. Závazek belgické neutrality byl poté potvrzen Londýnskou smlouvou, která byla ratifikována 19. dubna 1839. Ke 2. srpnu 1914 byla tato smlouva stále v platnosti.

### Německo vyhlašuje válku Francii (3.srpna)

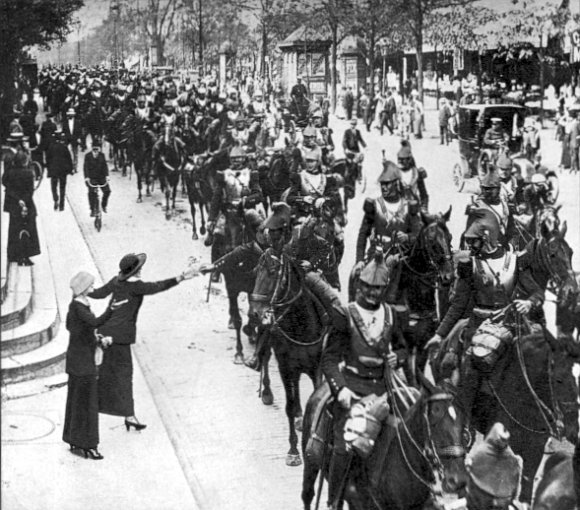
Francouzské jezdectvo projíždí Paříží v srpnu 1914

Generální štáby v Německu i ve Francii si nepřály narušování společné hranice ani pohraniční incidenty. Je prokázáno, že příkaz zdržet se nepřátelských akcí byl mezi 1. a 3. srpnem respektován více francouzskou stranou než německou a že Němci, kteří se chtěli považovat za napadené Francií, vydávali přehnanější a nepodloženější protesty než Francouzi. Natolik přehnané a nepodložené, že Němci dva roky věřili, že v těch dnech francouzská letadla shazovala bomby na Norimberk. Moltke navrhl a prosadil, aby tato epizoda (později jasně vyvrácená) byla zmíněna ve vyhlášení války.
Po vyhlášení války Rusku zbývalo jen málo času na provedení Schlieffenova plánu. Formality však nebyly zanedbány. Aby nepodnítilo Velkou Británii postavit se po bok Francie, přistoupilo Německo po uplynutí lhůty, kdy Francie mohla dle německého ultimáta vyhlásit neutralitu, k řádnému vyhlášení války. V něm odsoudilo údajné francouzské vniknutí na německé území.
Dne 3. srpna, den po francouzské mobilizaci, německý velvyslanec v Paříži Schoen, který měl rozkaz předat vyhlášení války Francouzům do 18:00, přijížděl autem až kolem 18:15. Nejdříve jeden a pak druhý příslušník rozvášněného davu se vrhli do jeho automobilu a na německého diplomata zaútočili. Schoenovi přispěchali na pomoc tři francouzští agenti, a tak bez zranění dorazil do budovy francouzského ministerstva zahraničí na Quai d'Orsay.
Uvnitř německý velvyslanec Schoen vytáhl z kapsy vyhlášení války připravené ve formě dopisu a přečetl je předsedovi vlády a ministru zahraničí Renému Vivianimu. Psalo se zde: „Německé úřady [...] zaznamenaly řadu skutečných nepřátelských činů spáchaných francouzskými vojenskými letci na německém území. Několik z nich zjevně porušilo belgickou svrchovanost přeletem nad belgickým územím. Jeden se pokusil zasáhnout budovy u Weselu [...], další shazoval bomby na železniční tratě u Karlsruhe a Norimberku. Jsem pověřen a mám tu čest sdělit Vaší Excelenci, že tváří v tvář těmto agresím vstupuje Německé císařství do válečného stavu s Francií [...]. Přijměte, pane, projev mé nejhlubší úcty.“
Viviani, který tiše naslouchal četbě a vyhlášení války převzal, pak protestoval a řekl, že zatímco Francie držela své jednotky deset kilometrů od hranic (toto ustanovení však bylo odvoláno odpoledne 2. srpna), německé hlídky vstoupily do Francie a zabily francouzské vojáky. Schoen odpověděl, že o tom nic neví. Oba muži si už neměli co říct, takže Viviani doprovodil velvyslance k autu, a ten po uctivém pozdravu odjel.

## Británie vstupuje do války

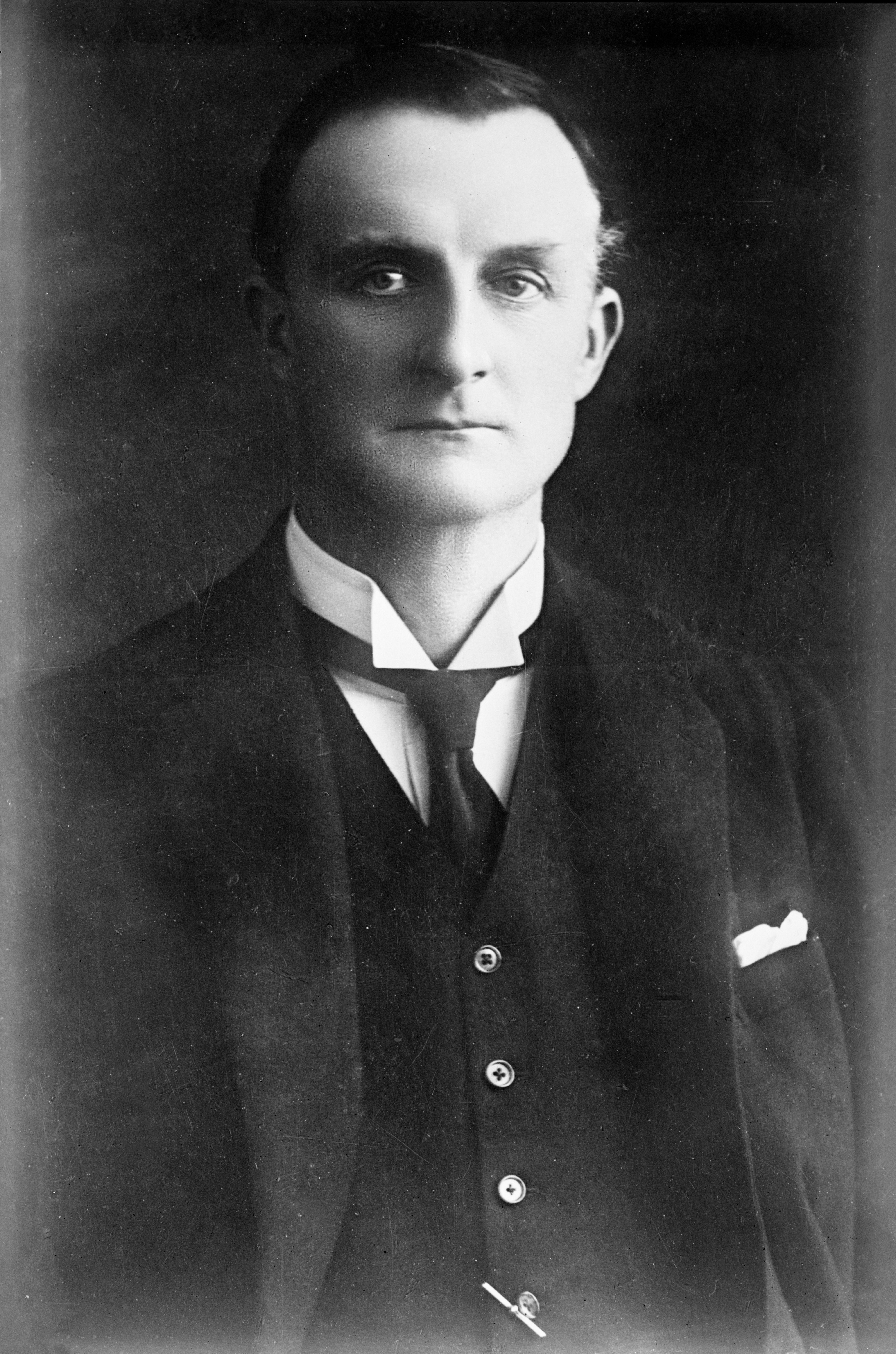
Britský ministr zahraničí Edward Grey

Britský ministr zahraničí Edward Grey varoval 1. srpna v Londýně na základě zmocnění své vlády německého velvyslance Lichnovského, že narušení belgické neutrality by s největší pravděpodobností vedlo ke vstupu Británie do konfliktu. Následující den, 2. srpna, však Belgie obdržela ultimátum od Německa, které k realizaci Schlieffenova plánu potřebovalo při útoku na Francii překročit belgické území.
Poté, co se Grey dozvěděl o odmítnutí Německa zachovat neutralitu Belgie, poslal 4. srpna ve 14 hodin telegram svému vyslanci v Berlíně Edwardu Goschenovi, aby jej předal Německu. Bylo to ultimátum: Konstatovalo narušení neutrality Belgie německým požadavkem a vpád německých vojsk do Gemmenichu (část obce Plombières) a žádalo, aby Německo do půlnoci (23:00 londýnského času) poslalo závazek, že bude respektovat neutralitu Belgie. Greyova instrukce Goschenovi pokračovala: „V opačném případě si vyžádáte své dokumenty a řeknete, že [britská] vláda Jeho Veličenstva se cítí nucena přijmout veškerá opatření, která jsou v její moci, aby podpořila neutralitu Belgie a dodržování smlouvy, jejíž smluvní stranou není Německo o nic méně než my.“
Německo však nemělo na výběr: jeho celkový válečný plán již byl v běhu. 3. srpna, během zasedání pruského kabinetu v Berlíně, Bethmann-Hollweg naznačil svým kolegům, že vstup Británie do války je nevyhnutelný. Ale důvěra, kterou německé vrchní velení vkládalo do své armády, byla natolik velká, že téhož dne, ještě předtím, než Německo napadlo Belgii, německá vojska překročila hranici a obsadila tři města ruské části Polska. Když tedy 4. srpna kolem 19.00 přišel britský ambasador Goschen za německým ministrem zahraničí Jagowem, aby mu předal ultimátum, ten mu sdělil, že nemůže odpovědět jinak než jako v předchozím rozhovoru na stejné téma: „ne“. Ale bez ohledu na odpověď byly německé jednotky již v Belgii. Velvyslanec pak požádal o cestovní pasy a šel se rozloučit s kancléřem Bethmann-Hollwegem.
Ten s ním hovořil vzrušeně a s odkazem na smlouvu, která roku 1839 zajistila neutralitu Belgie, mu řekl, že Velká Británie učinila hrozné rozhodnutí pouze pro slovo „neutralita“, pouze pro „cár papíru“, pro který se chystá zaútočit na pokrevně spřízněný národ, který si přeje být jejím přítelem. Bethmann řekl Goschenovi, že to je jako podrazit zezadu někoho, kdo bojuje o život proti dvěma útočníkům, a že dává Anglii odpovědnost za strašné události, které teď mohou nastat. Goschen obhajoval smysl britského rozhodnutí, ale pak se psychicky zhroutil a propukl v pláč. Než se s Bethmannem úplně rozloučil, požádal ho o svolení zůstat několik minut v předpokoji, aby ho v tom stavu neviděli zaměstnanci kancléřství.

### Vyhlášení války Německu (4.srpna)

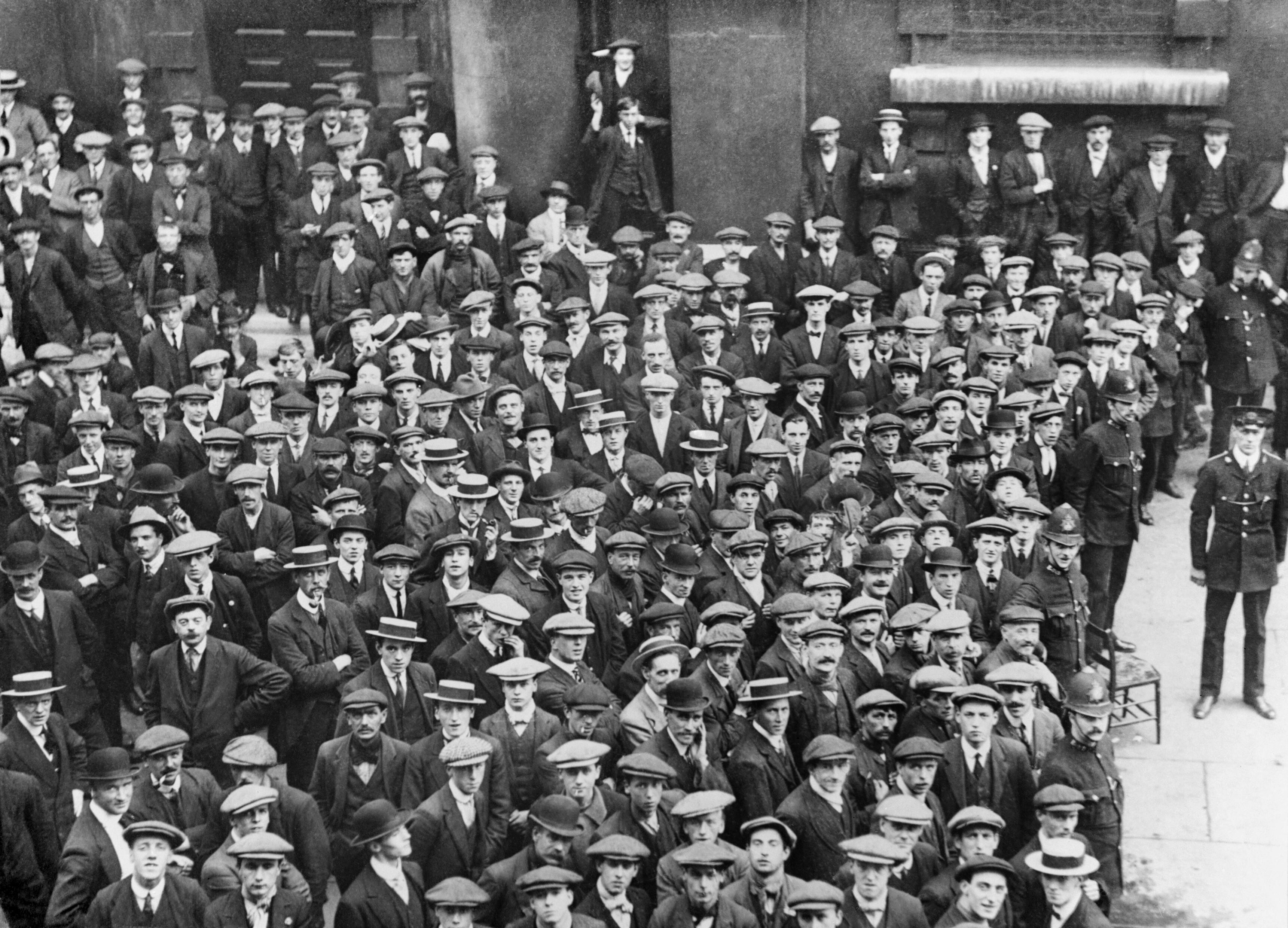
Britští dobrovolníci v srpnu 1914

Jak jsme viděli, sedm hodin před vypršením britského ultimáta německé jednotky již překročily belgické hranice. Téhož 4. srpna ve 23:05, po termínu ultimáta, doručil juniorní úředník britského ministerstva zahraničí německému velvyslanci v Londýně Lichnovskému, který již šel spát, definitivní verzi vyhlášení války Německu, podepsanou Greyem: „Mám tu čest informovat Vaši Excelenci, že dle podmínek dnešní nóty německé vládě má [britská] vláda Jeho Veličenstva za to, že od dnešní 23. hodiny nastává mezi oběma zeměmi válečný stav. Mám tu čest přiložit pasy pro Vaši Excelenci, její rodinu a zaměstnance.“
Když se zpráva rozšířila, před britskou ambasádou v Berlíně se okamžitě shromáždil velký dav, který začal házet kameny do oken budovy a volat urážky. Následujícího rána císařský emisar, který se přišel za incident omluvit, neodolal pokušení upozornit britského velvyslance Goschena, že protesty byly známkou toho, „jak velkou nevoli vyvolala Anglie mezi obyvatelstvem tím, že se postavila proti Německu a zapomněla, že jsme bojovali bok po boku ve Waterloo“. Goschen a jeho spolupracovníci se připravovali na opuštění Berlína.
Edward Grey, který se snažil zabránit Rakousko-Uhersku v invazi do Srbska, ale spolu se svou vládou odmítl poskytnout formální záruky Francii, nyní obhajoval válku proti Německu na základě mnohem širších úvah než jen pro porušení belgické neutrality. Americkému velvyslanci v Londýně řekl: „Podstata věci spočívá v tom, že Německo, pokud zvítězí, se stane hegemonem Francie a nezávislost Belgie, Holandska, Dánska a možná i Norska a Švédska bude omezena na stín. Jejich existence jako suverénních národů se stane pouhou fikcí, všechny jejich přístavy budou k dispozici Německu, které ovládne západní Evropu. [...] V takové situaci bychom přestali existovat jako velmoc.“

## Itálie míří kdočasné neutralitě

### Mlčení spojenců

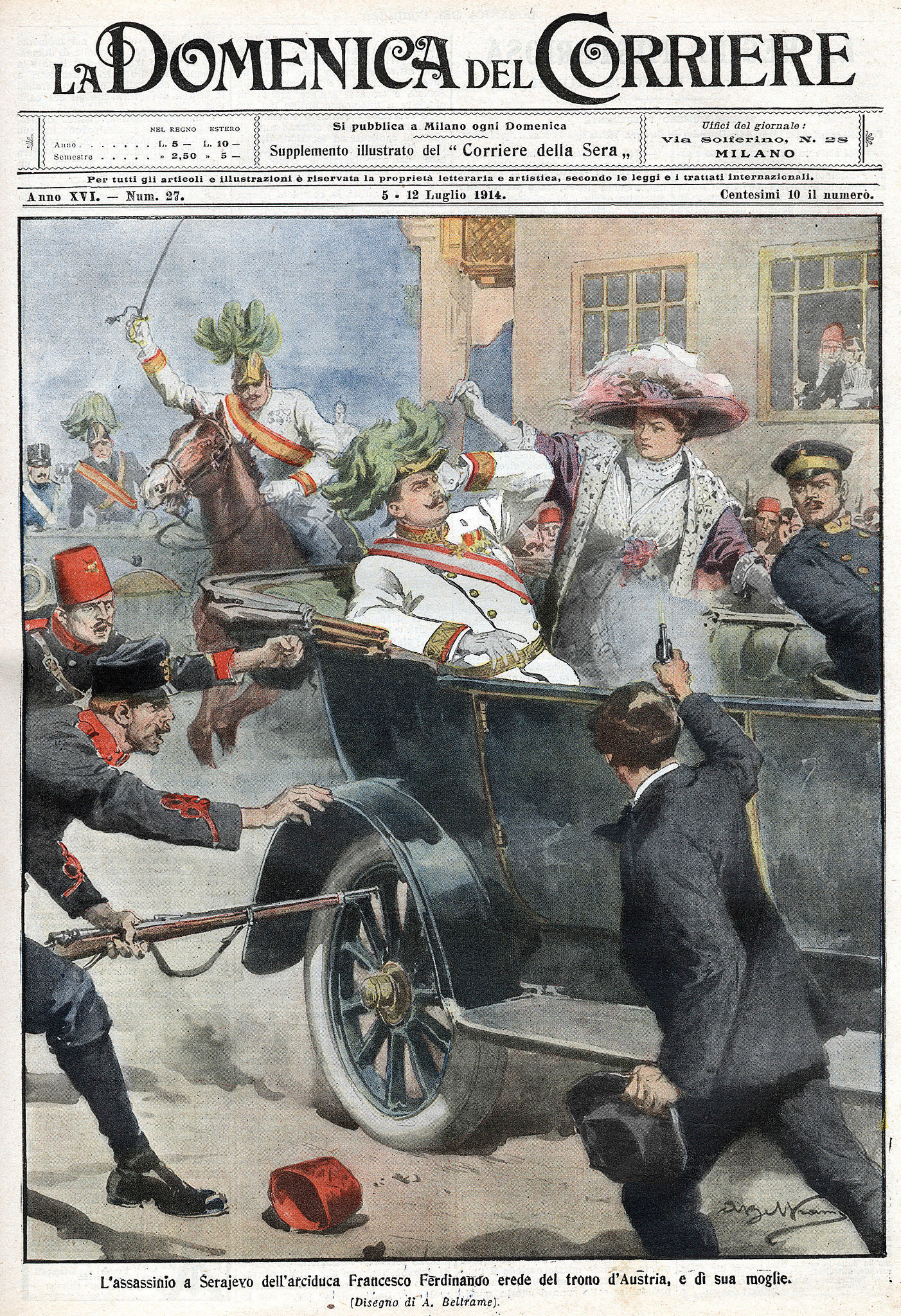
Obálka dobového italského časopisu s vyobrazením sarajevského atentátu

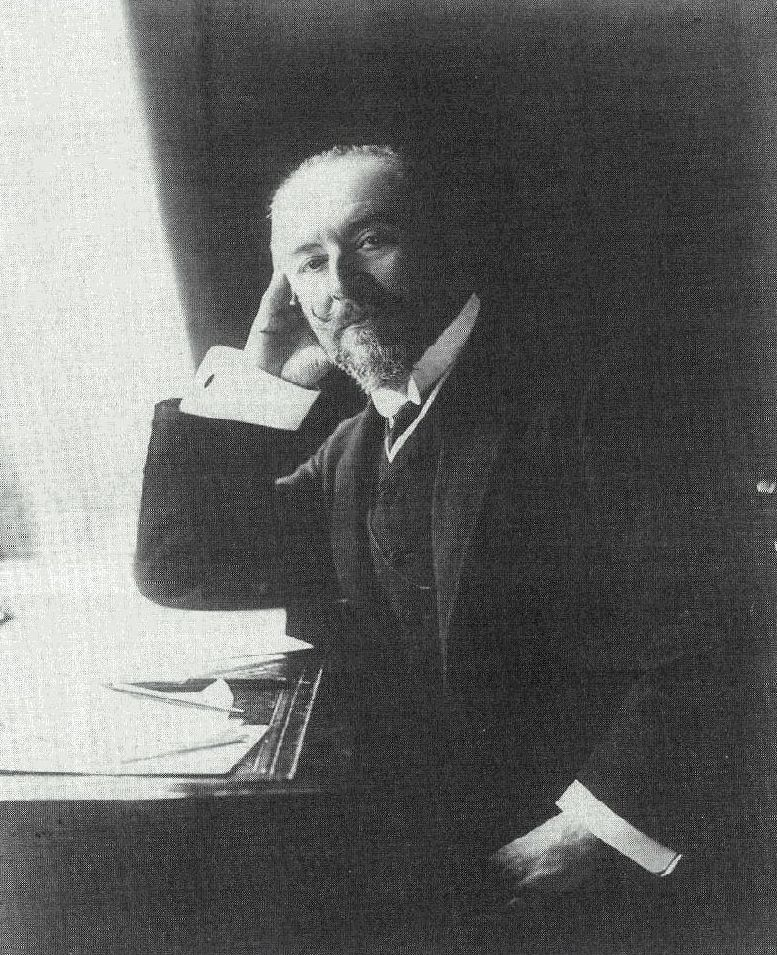
Italský ministr zahraničí Antonino di San Giuliano

Po sarajevském atentátu 28. června 1914 se Rakousko-Uhersko a Německo rozhodly neinformovat Itálii o svých záměrech. Důvodem bylo, že článek 7 smlouvy o Trojspolku stanovil, že v případě územních zisků Rakouska-Uherska na Balkáně dostane Itálie kompenzaci. Dne 3. července se proto vídeňský ministr zahraničí Berchtold rozhodl, že svému italskému kolegovi markýzi Antoninovi di San Giuliano zamlčí válečné záměry Rakouska-Uherska. San Giuliano by totiž okamžitě vznesl otázku, co za to Itálie dostane.
Německý ministr zahraničí Jagow ovšem 15. července v dopise svému velvyslanci ve Vídni Tschirschkymu uznal, že Itálie má v případné rakousko-srbské válce právo jak zůstat neutrální, tak být odměněna, kdyby Rakousko-Uhersko získalo byť dočasně nová území na Balkáně. Na druhou stranu Berchtold pohlížel na Itálii s despektem. Ta se podle něj v důsledku tripolské války nacházela v tak nejisté vojenské a politické situaci, že nebyla připravena na aktivní intervenci. Rakouský ministr však považoval za přehnané držet spojence v nevědomosti úplně, a tak 22. července, den před předáním ultimáta Srbsku, zařídil Berchtold svému vyslanci v Římě Kajetanu Méreymu setkání se San Giulianem. Ten se tedy dozvěděl, že se blíží rakousko-srbská válka, ale nebyl informován o podmínkách přísného ultimáta Bělehradu. San Giuliano odpověděl, že Itálii zajímají jedině územní otázky a že pokud by Rakousko-Uhersko narušilo rovnováhu v oblasti Jadranu, muselo by Itálii kompenzovat.
O několik dní později se jeho postoj změnil. 24. července si totiž San Giuliano prostudoval detaily ultimáta a vehementně za přítomnosti premiéra Antonia Salandry protestoval u německého velvyslance v Římě Hanse von Flotowa. Prohlásil, že pokud vypukne rakousko-srbská válka, jejím důvodem bude předem promyšlený agresivní akt Vídně. Itálie proto podle ministra nemá vzhledem k obranné povaze Trojspolku povinnost pomoci Rakousku, a to ani v případě, že by se za Srbsko postavilo Rusko. Po San Giulianově výbuchu však Flotow dal jasně najevo, že kdyby Itálie zaujala vůči Vídni benevolentní postoj, mohla by z této zápletky vytěžit územní kompenzaci.

### Obrana míru

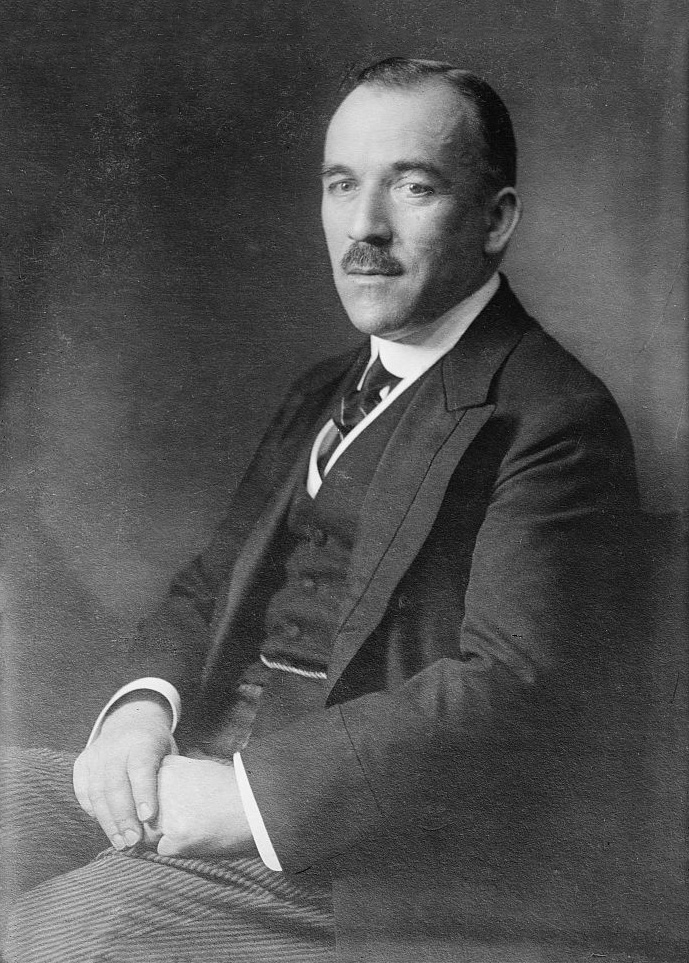
Německý ministr zahraničí Gottlieb von Jagow

Z hlediska kompenzací se doba zdála být příznivá a Jagow kolem 26. července nabídl italskému velvyslanci v Berlíně Riccardu Bollatimu jako odměnu Tridentsko. San Giuliano však usoudil, že německý příslib kompenzace ze strany Rakouska nemá velkou hodnotu, zvláště když postoj Rakouska-Uherska byl stále uzavřený. Téměř okamžitě došel k závěru, že Itálie nemůže očekávaný zisk dosáhnout, a protože se obával kontinentální války, která by mohla ohrozit i jeho zemi, snažil se katastrofu zastavit.
Manévrů prováděných italskou diplomacií a San Giulianem bylo mnoho a byly rozmanité. V první polovině července Itálie doporučila Srbsku, aby rozpustilo velkosrbské organizace a připravilo se na přijetí podmínek případného ultimáta Rakouska. Předseda srbské vlády Pašić 20. července odpověděl, že velkosrbské spolky nerozpustí. V první polovině července byl San Giuliano také informován svým vyslancem v Petrohradě, že Rusko nepřipustí porážku Srbska, a předal tuto zprávu do Berlína a Vídně. Odtud však Berchtold kolem 20. července odpověděl, že nevěří fámám o ochotě Ruska zasáhnout a že i kdyby tomu tak bylo, Rakousko-Uhersko je připraveno tomu čelit.
Ve stejné době Itálie přistoupila na Greyův návrh mírové konference, i když jen v zásadě, aby neudělala něco, co by se nelíbilo Německu. 27. července se San Giuliano spolu s ruským velvyslancem v Římě ještě naposledy snažil přesvědčit Srbsko, aby přijalo rakouské požadavky, a pak třeba nevykonalo to, k čemu se zavázalo. Téhož 27. července Jagow, opět znepokojený nad osudem Trojspolku, znovu napsal svému vyslanci ve Vídni Tschirschkymu, že je naléhavě nutná diskuse mezi Berchtoldem a italským velvyslancem ve Vídni Giuseppem Avarnou o článku 7 a odměně pro Itálii. V Německu totiž přestávali věřit iluzi, že Rusko do hrozícího rakousko-srbského konfliktu nezasáhne.

### Vyhlášení neutrality
Vyhlášením války Rakouska-Uherska Srbsku ze dne 28. července 1914 vyvstal pro Itálii problém rozhodnout se, zda zůstane neutrální. Smlouva o Trojspolku to připouštěla, neboť v článku 4 stanovovala, že v případě útoku jednoho ze signatářů na třetí zemi mají ostatní dva spojenci právo zůstat neutrální.
Dne 27. července italský ministr války Domenico Grandi oznámil svému premiérovi Salandrovi, že italská armáda je zcela nepřipravená na válku velkého rozsahu. O dva dny později již San Giuliano považoval za samozřejmost, že Velká Británie zasáhne po boku Francie. K tomuto přesvědčení ho dovedl především rozhovor s britským vyslancem Jamesem Rennellem Roddem 28. července. Ministr zahraničí se proto rozhodl nejít s Itálií do války po boku Rakouska a Německa. San Giuliano měl za to, že anglo-francouzské námořní síly by vystavily pobřežní města Apeninského poloostrova vážnému nebezpečí a přerušily by spojení s koloniemi, které by tak byly ztraceny.
Příležitost oznámit rozhodnutí o neutralitě zahraničním partnerům se San Giulianovi naskytla 31. července 1914, kdy se zúčastnil zasedání vlády. Při této příležitosti ministr zahraničí vysvětlil, že se od Trojspolku nechce distancovat, ale že je nutné zůstat neutrální s ohledem jak na odpor lidu proti válce na straně Rakouska, tak na téměř jistou intervenci Velké Británie ve prospěch francouzsko-ruského spojenectví a na nejistý stav armády.
Teprve v tomto okamžiku Berchtold dne 1. srpna prohlásil, že souhlasí s výkladem článku 7 smlouvy o Trojspolku, jak ho chápou Itálie a Německo, avšak stále bez jasné zmínky o kompenzaci Itálii. Italští vyslanci v Berlíně Bollati a ve Vídni Avarna, překvapeni rozhodnutím o neutralitě, protestovali a žádali, aby Itálie vstoupila do války po boku spojenců. San Giuliano jim dne 2. srpna odpověděl výše uvedenými argumenty, a navíc dodal, že Itálie v případě vítězství nezíská žádnou skutečnou výhodu, protože rakouský velvyslanec Mérey vždy vylučoval, že by kompenzace mohla zahrnovat „italské provincie Rakouska“.
Oficiální a konečné rozhodnutí o neutralitě přijala italská vláda 2. srpna 1914 a bylo oznámeno ráno 3. srpna. Bylo v něm uvedeno: „Protože některé evropské mocnosti jsou ve válečném stavu a Itálie je se všemi válčícími stranami ve stavu míru, jsou královská vláda, občané a úřady království povinni dodržovat zásady neutrality podle platných zákonů a principů mezinárodního práva.“

## Situace ve zbytku Evropy
V den vyhlášení války Rakouskem-Uherskem Srbsku, 28. července, nabídla Osmanská říše Německu tajnou spojeneckou smlouvu. Téhož dne kancléř Bethmann odpověděl návrhem, který Turecku zaručil jeho hranice s Ruskem a který přenechal velení osmanských ozbrojených sil během války Němcům. Aliance také počítala s tureckou intervencí po boku Německa, pokud by do konfliktu zasáhlo Rusko. Turecko váhalo, ale po urychleném vyjednávání, s ohledem na možnost využití Osmanské říše jako základny pro destabilizaci britských držav v oblasti, byla aliance 2. srpna uzavřena a německé křižníky Goeben a Breslau vypluly k Bosporu.
Itálie, Portugalsko, Řecko, Bulharsko, Rumunsko a Turecko zpočátku zůstaly neutrální, na okraji bojů, ale připraveny vstoupit, jakmile pro sebe uvidí nějakou výhodu. Ostatní evropské národy zůstaly pevně a trvale mimo konflikt. Nizozemí, Švýcarsko, Španělsko, Dánsko, Norsko a Švédsko neměly žádnou roli při vzniku konfliktu a nenechaly se do něj zatáhnout, i když pro některé z nich válka byla lukrativním zdrojem obchodu a zisků. O půlnoci 4. srpna bylo ve válce pět velkých říší (Rakousko-Uhersko, Německo, Rusko, Velká Británie a Francie) a každá z nich byla přesvědčena, že své protivníky během pár měsíců přemůže. Mnozí věřili, že válka skončí o Vánocích 1914, nebo alespoň o Velikonocích 1915. Konflikt, který začal červencovou krizí, skončil místo toho až v listopadu 1918 poté, co za sebou zanechal šestnáct milionů mrtvých vojáků a civilistů.